# Liste der Biografien/Hill
Liste der Biografien |
Portal Biografien |
Personensuche
# |
A |
B |
C |
D |
E |
F |
G |
H |
I |
J |
K |
L |
M |
N |
O |
P |
Q |
R |
S |
T |
U |
V |
W |
X |
Y |
Z |
?
 
Ha |
Hd |
He |
Hi |
Hj |
Hk |
Hl |
Hm |
Hn |
Ho |
Hr |
Hs |
Ht |
Hu |
Hv |
Hw |
Hy
 
Hia |
Hib |
Hic |
Hid |
Hie |
Hif |
Hig |
Hih |
Hii |
Hij |
Hik |
Hil |
Him |
Hin |
Hio |
Hip |
Hir |
His |
Hit |
Hiv |
Hiw |
Hix |
Hiy |
Hiz
 
Hila |
Hilb |
Hilc |
Hild |
Hile |
Hilf |
Hilg |
Hilh |
Hili |
Hilj |
Hilk |
Hill |
Hilm |
Hilp |
Hils |
Hilt |
Hilu |
Hilv |
Hilz
Die Liste der Biografien führt alle Personen auf, die in der deutschsprachigen Wikipedia einen Artikel haben. Dieses ist eine Teilliste mit 859 Einträgen von Personen, deren Namen mit den Buchstaben „Hill“ beginnt.

## Hill

### Hill, A
- Hill, Aaron (* 1983), US-amerikanischer Schauspieler
- Hill, Aaron (* 2002), irischer Snookerspieler
- Hill, Abby Williams (1861–1943), amerikanische Freilichtmalerin und Aktivistin
- Hill, Abraham († 1722), englischer Kaufmann
- Hill, Achim (1935–2015), deutscher Ruderer
- Hill, Adin (* 1996), kanadischer Eishockeytorwart
- Hill, Adrian, US-amerikanischer Schiedsrichter im American Football
- Hill, Adrienne (1937–1997), britische Schauspielerin
- Hill, Albert (1889–1969), britischer Leichtathlet und Olympiasieger
- Hill, Albert E. (1870–1933), US-amerikanischer Politiker
- Hill, Alex (1906–1937), US-amerikanischer Jazz-Pianist und Arrangeur
- Hill, Alexander (* 1993), australischer Ruderer
- Hill, Alfred (1869–1960), australischer Komponist, Dirigent und Musikpädagoge
- Hill, Allen (1937–2021), britischer Biochemiker
- Hill, Ambrose Powell (1825–1865), konföderierter GeneralAmbrose Powell Hill (1825–1865)

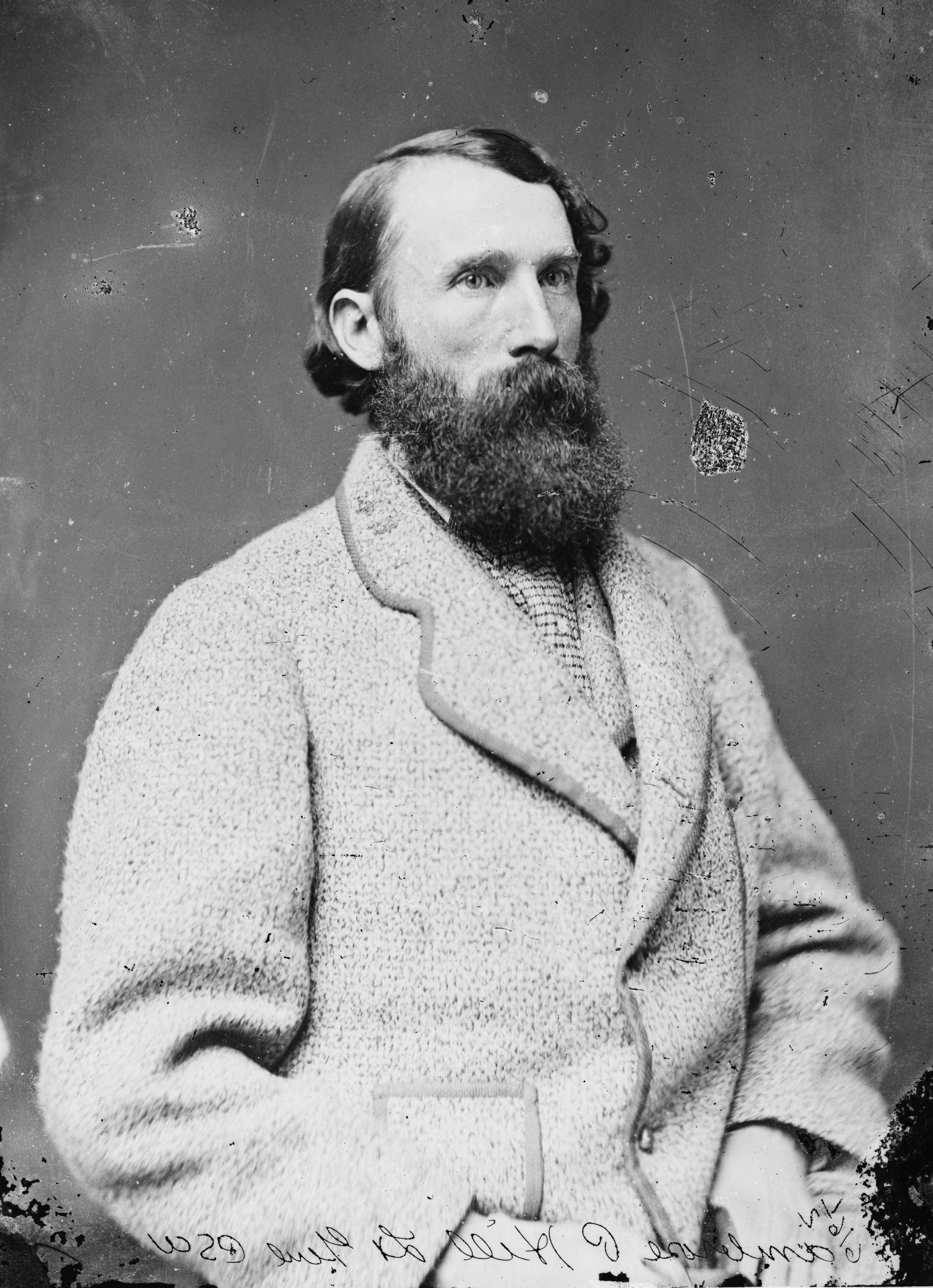
Ambrose Powell Hill (1825–1865)

- Hill, Andreas (* 1966), deutscher Fußballspieler
- Hill, Andrew (1931–2007), US-amerikanischer Jazz-Pianist und -komponist
- Hill, Anita (* 1956), US-amerikanische Juristin, Hochschullehrerin und Frauenrechtlerin
- Hill, Anthony (1930–2020), britischer Maler, Grafiker und Reliefkünstler
- Hill, Anthony (* 1969), australischer Squashspieler
- Hill, Antje (* 1987), deutsche Voltigiererin (Mannschaftsweltmeisterin, Deutsche Meisterin)
- Hill, Archibald A. (1902–1992), US-amerikanischer Sprachwissenschaftler
- Hill, Archibald Vivian (1886–1977), britischer Physiologe und Politiker, Mitglied des House of Commons
- Hill, Arthur (1922–2006), kanadischer Theater-, Film- und Fernsehschauspieler
- Hill, Arthur Edwin (1888–1966), britischer Wasserballspieler
- Hill, Arthur, 8. Marquess of Downshire (1929–2003), britischer Peer und Politiker
- Hill, Austin Bradford (1897–1991), britischer Wissenschaftler und Forscher

### Hill, B
- Hill, Barney (1922–1969), US-amerikanischer Mann, der behauptete, von einem UFO entführt worden zu sein
- Hill, Baron (* 1953), US-amerikanischer Politiker
- Hill, Becky (* 1994), britische PopsängerinBecky Hill (* 1994)

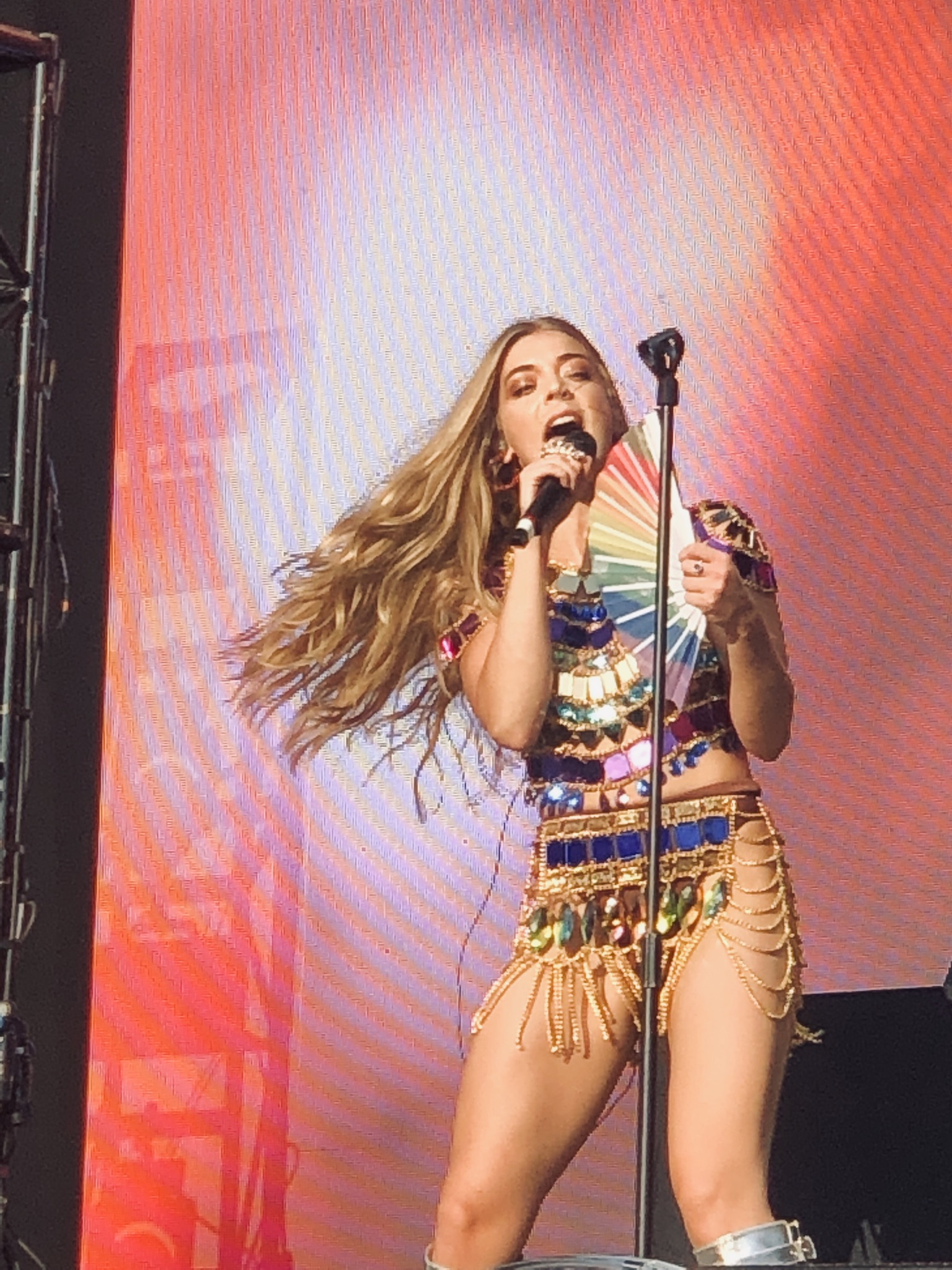
Becky Hill (* 1994)

- Hill, Benjamin Harvey (1823–1882), US-amerikanischer Politiker (Demokrat), US-Abgeordneter, sowie US-Senator von Georgia
- Hill, Benjamin Mako (* 1980), US-amerikanischer Softwareentwickler und Sachbuchautor
- Hill, Benny (1924–1992), britischer Schauspieler, Komiker und Sänger
- Hill, Bernard (1944–2024), britischer Film-, Fernseh- und TheaterschauspielerBernard Hill (1944–2024)

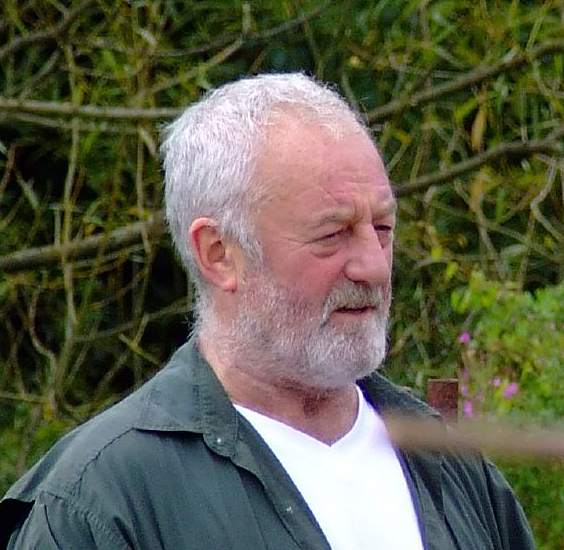
Bernard Hill (1944–2024)

- Hill, Bernd (* 1947), deutscher Technikdidaktiker, Innovationsforscher und Bioniker
- Hill, Bertha (1905–1950), amerikanische Blues-, Jazz- und Vaudeville-Sängerin und -Tänzerin
- Hill, Betty (1919–2004), US-amerikanische Frau, die behauptete, von einem UFO entführt worden zu sein
- Hill, Blind Joe (1931–1999), US-amerikanischer Bluessänger, -gitarrist und -mundharmonikaspieler
- Hill, Breanne (* 1990), US-amerikanische Schauspielerin
- Hill, Brenn (* 1976), US-amerikanischer Country-Musiker
- Hill, Buck (1927–2017), US-amerikanischer Jazz-Tenorsaxophonist

### Hill, C
- Hill, Calvin (* 1945), amerikanischer Jazzmusiker (Kontrabass)
- Hill, Calvin (* 1947), US-amerikanischer Footballspieler und Sportfunktionär
- Hill, Carl Fredrik (1849–1911), schwedischer Landschaftsmaler, Zeichner, Impressionist
- Hill, Carlos (1906–1969), chilenischer Fußballspieler
- Hill, Charles A. (1833–1902), US-amerikanischer Politiker der Republikanischen Partei
- Hill, Charles, Baron Hill of Luton (1904–1989), britischer Politiker, Mitglied des House of Commons
- Hill, Christine (* 1968), US-amerikanische Künstlerin
- Hill, Christopher (1912–2003), englischer marxistischer Historiker
- Hill, Christopher (* 1945), britischer Bischof der Anglikanischen Gemeinschaft
- Hill, Christopher (* 1948), britischer Politikwissenschaftler
- Hill, Christopher R. (* 1952), US-amerikanischer Diplomat
- Hill, Clarence (* 1951), bermudischer Boxer
- Hill, Clement S. (1813–1892), US-amerikanischer Politiker
- Hill, Clint (1932–2025), US-amerikanischer Personenschützer
- Hill, Clint (* 1978), englischer Fußballspieler
- Hill, Clinton (* 1980), australischer Leichtathlet
- Hill, Collin (* 1997), US-amerikanischer American-Football-Spieler
- Hill, Conleth (* 1964), nordirischer Theater, Fernseh- und FilmschauspielerConleth Hill (* 1964)

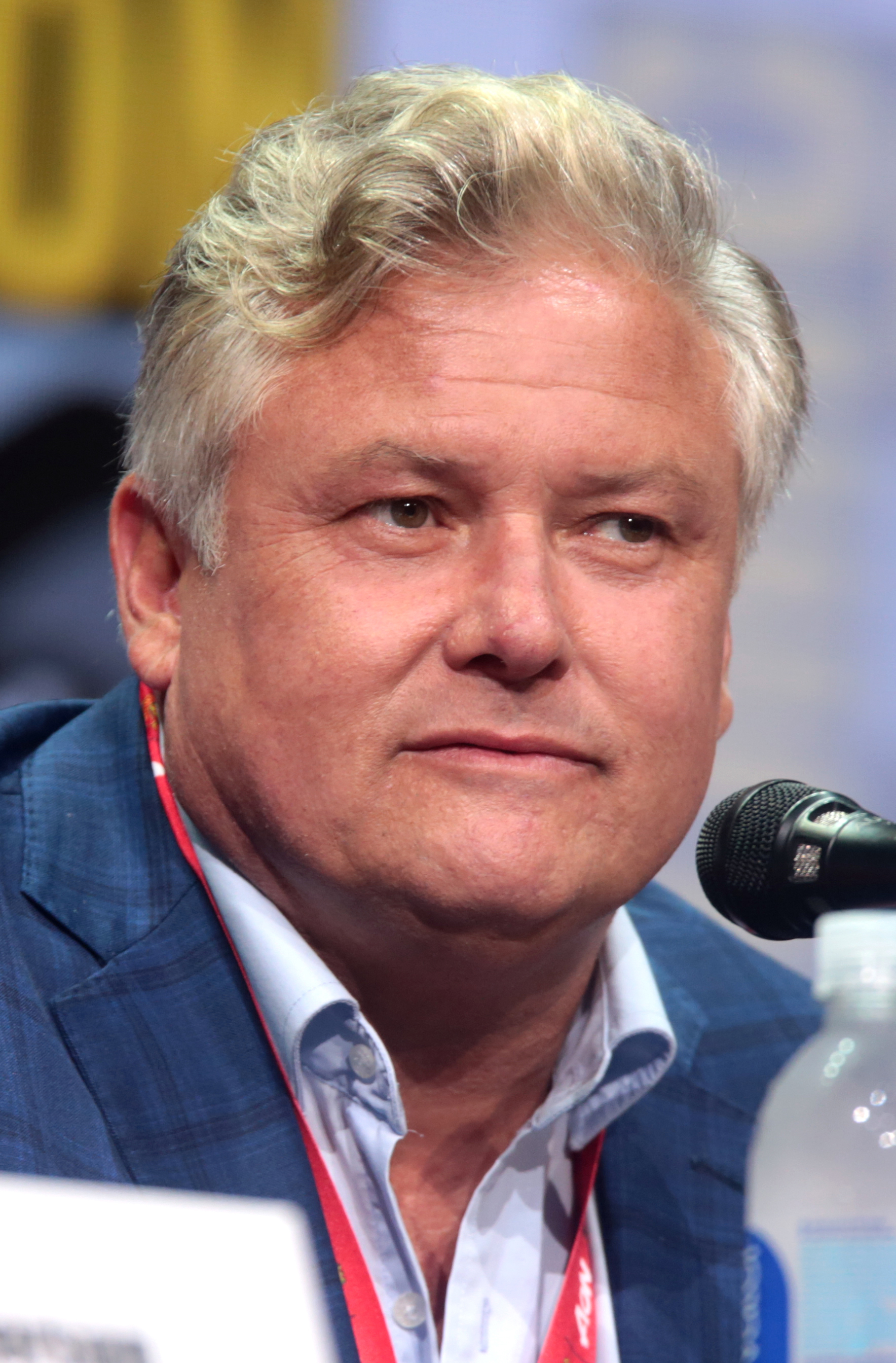
Conleth Hill (* 1964)

- Hill, Craig (1926–2014), US-amerikanischer Schauspieler

### Hill, D
- Hill, Damon (* 1960), britischer AutomobilrennfahrerDamon Hill (* 1960)

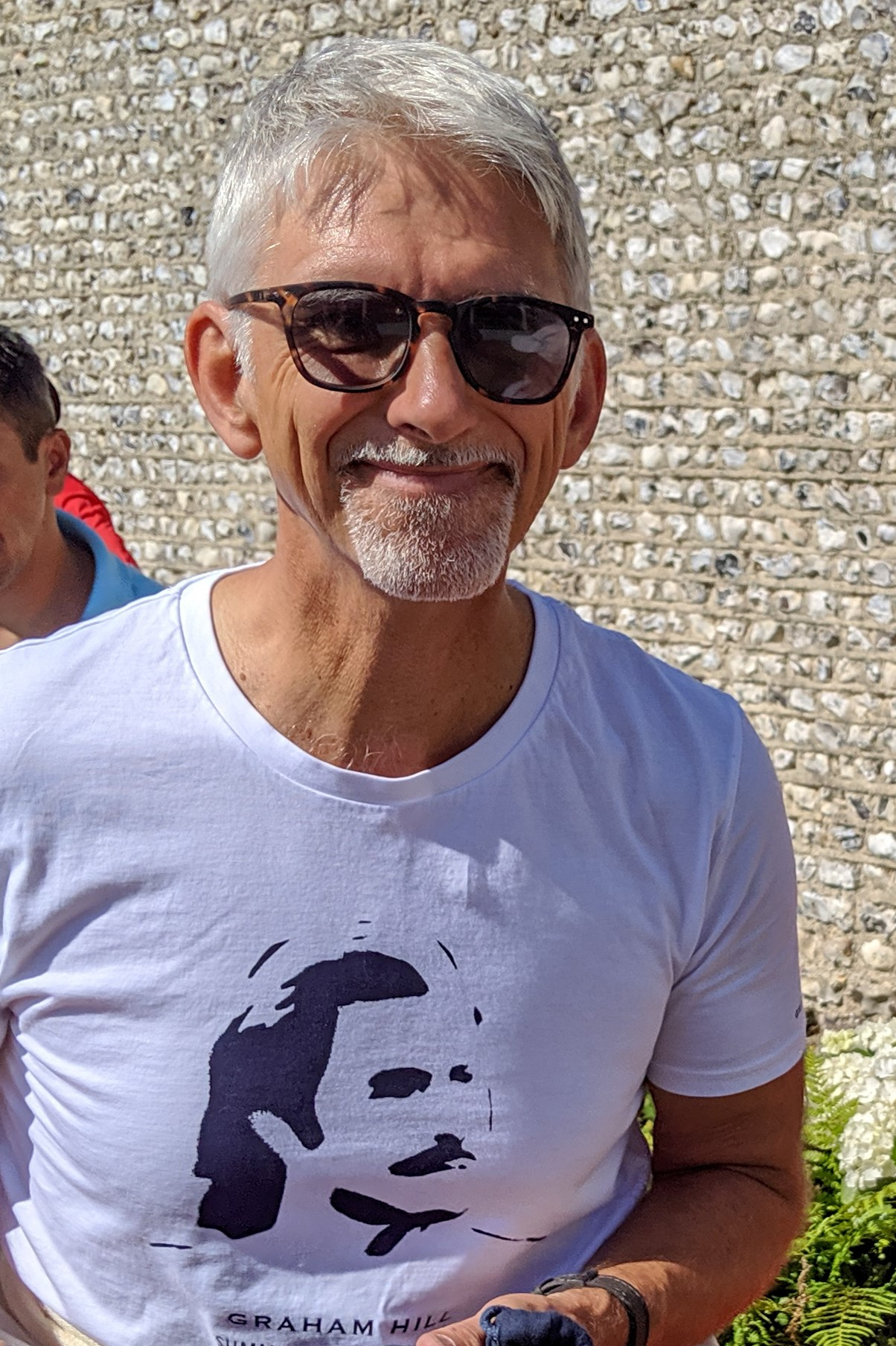
Damon Hill (* 1960)

- Hill, Dan (* 1954), kanadischer Popsänger und Liedermacher
- Hill, Dana (1964–1996), US-amerikanische Schauspielerin
- Hill, D’Andre (* 1973), US-amerikanische Sprinterin
- Hill, Daniel Harvey (1821–1889), General der Konföderierten im Bürgerkrieg
- Hill, Darren, britischer Schauspieler und Musicaldarsteller
- Hill, Darryl (* 1996), englischer Snookerspieler (Isle of Man)
- Hill, Darryn (* 1974), australischer Radrennfahrer
- Hill, Dave (* 1952), kanadischer Mittelstreckenläufer
- Hill, David (* 1942), neuseeländischer Autor
- Hill, David (* 1946), australischer Fernsehproduzent
- Hill, David B. (1843–1910), US-amerikanischer Politiker
- Hill, David Jayne (1850–1932), US-amerikanischer Hochschullehrer und Diplomat
- Hill, David Octavius (1802–1870), schottischer Maler, Lithograf und Fotograf
- Hill, Debra (1950–2005), US-amerikanische Drehbuchautorin und Filmproduzentin
- Hill, Declan, kanadischer Journalist
- Hill, Delano (* 1975), niederländischer Fußballspieler
- Hill, Derek (* 1975), US-amerikanischer Rennfahrer
- Hill, Dorothy (1907–1997), australische Geologin und Paläontologin
- Hill, Dulé (* 1975), US-amerikanischer Schauspieler
- Hill, Dusty (1949–2021), US-amerikanischer RockmusikerDusty Hill (1949–2021)

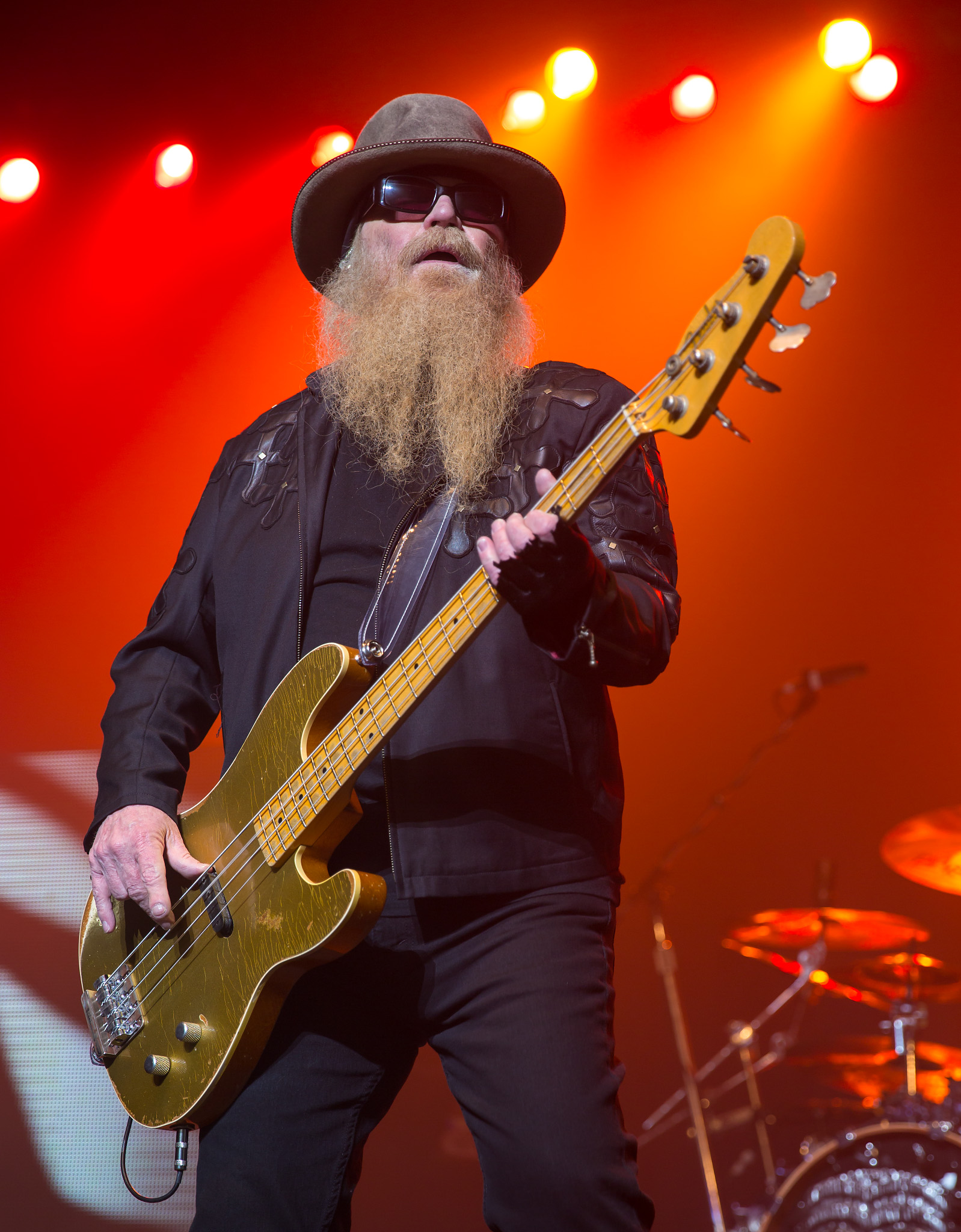
Dusty Hill (1949–2021)

### Hill, E
- Hill, Ebenezer J. (1845–1917), US-amerikanischer Politiker
- Hill, Eddie (1921–1994), US-amerikanischer Country-Musiker
- Hill, Eddie (* 1936), US-amerikanischer Rennfahrer, Konstrukteur und Teambesitzer
- Hill, Edward Burlingame (1872–1960), US-amerikanischer Komponist
- Hill, Edward, Baron Hill of Wivenhoe (1899–1969), britischer Gewerkschaftsfunktionär
- Hill, Elizabeth (1901–1978), US-amerikanische Drehbuchautorin
- Hill, Ernest (1900–1964), US-amerikanischer Jazzbassist
- Hill, Esther (1895–1985), kanadische Architektin
- Hill, Eva (1898–1981), neuseeländische Ärztin, Schriftstellerin und Gesundheitsaktivistin

### Hill, F
- Hill, Faith (* 1967), US-amerikanische Country- und Pop-SängerinFaith Hill (* 1967)

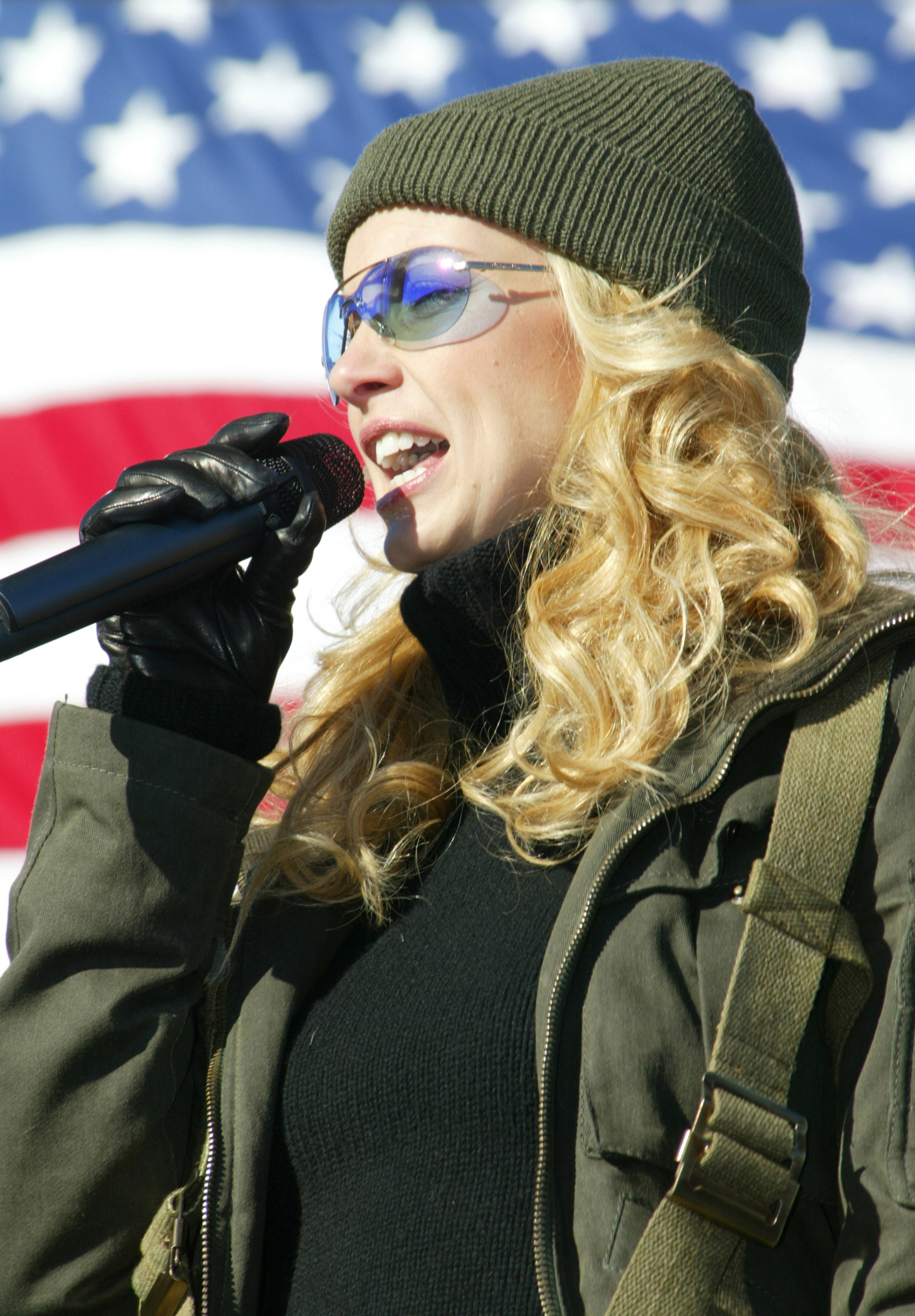
Faith Hill (* 1967)

- Hill, Fiona (* 1965), US-amerikanische Sicherheitsbeamtin
- Hill, Florian (* 1984), deutscher Bergsteiger
- Hill, Francis (1899–1980), britischer Jurist, Historiker und Politiker
- Hill, Frank (* 1957), deutscher Komponist und Gitarrist
- Hill, Freddie (1929–1994), US-amerikanischer Jazzmusiker (Trompete)
- Hill, French (* 1956), US-amerikanischer Politiker
- Hill, Friedrich Jakob (1758–1846), deutscher Maler

### Hill, G
- Hill, Gary (* 1951), US-amerikanischer Videokünstler
- Hill, Geoffrey (1932–2016), britischer Dichter und Hochschullehrer
- Hill, Geoffrey T. R. (1895–1955), britischer Testpilot und Luftfahrtpionier
- Hill, George (1891–1944), neuseeländischer Langstreckenläufer
- Hill, George (1901–1992), US-amerikanischer Sprinter
- Hill, George (* 1986), US-amerikanischer Basketballspieler
- Hill, George E. (1868–1958), US-amerikanischer Politiker
- Hill, George Francis (1867–1948), britischer Numismatiker
- Hill, George Roy (1921–2002), amerikanischer Filmregisseur
- Hill, George W. (1895–1934), US-amerikanischer Kameramann und Filmregisseur
- Hill, George William (1838–1914), US-amerikanischer Astronom und Mathematiker
- Hill, Gilbert R. (1931–2016), US-amerikanischer Polizist und Schauspieler auf Teilzeit
- Hill, Gladys (1916–1981), US-amerikanische Drehbuchautorin und Schauspielerin
- Hill, Glen, amerikanischer Filmschaffender und Filmproduzent
- Hill, Graham (1929–1975), britischer AutorennfahrerGraham Hill (1929–1975)

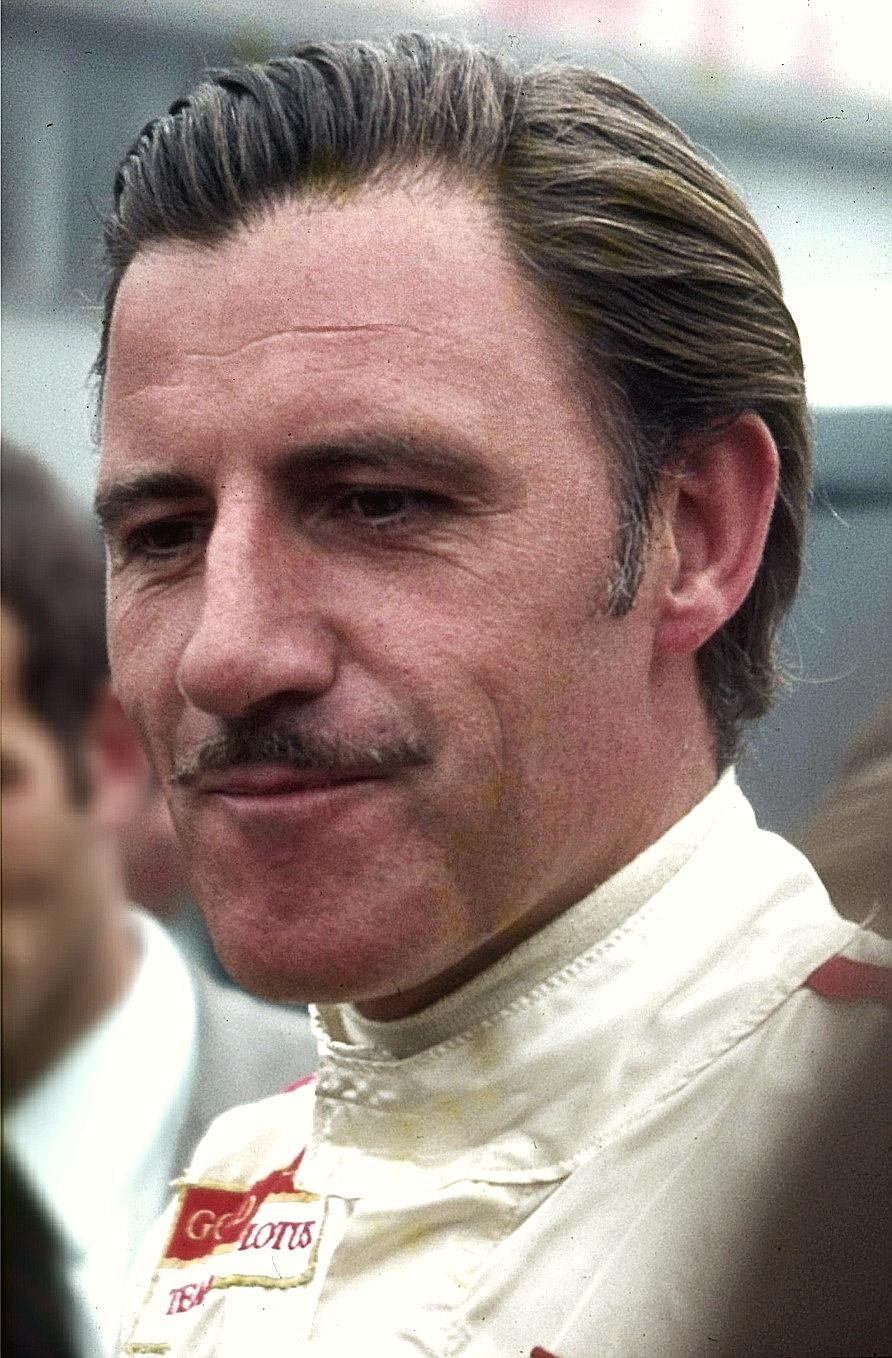
Graham Hill (1929–1975)

- Hill, Grant (* 1972), US-amerikanischer Basketballspieler
- Hill, Grant, australischer Filmproduzent
- Hill, Greg (* 1977), US-amerikanischer Tennisspieler und -trainer
- Hill, Gus (1858–1937), US-amerikanischer Vaudevillekünstler und -produzent

### Hill, H
- Hill, Hainer (1913–2001), deutscher Bühnen- und Kostümbildner, Maler, Grafiker und Fotograf
- Hill, Hans-Kurt (* 1950), deutscher Politiker (Die Linke), MdB
- Hill, Harlon (1935–2013), US-amerikanischer American-Football-Spieler
- Hill, Harry (1916–2009), britischer Radrennfahrer
- Hill, Harry W. (1890–1971), US-amerikanischer Admiral des United States Navy
- Hill, Headon (1857–1924), englischer Journalist und Schriftsteller
- Hill, Helen (1970–2007), US-amerikanische Filmregisseurin
- Hill, Helen Mary (1945–2024), australische Soziologin und Hochschullehrerin
- Hill, Henry (1943–2012), US-amerikanischer MobsterHenry Hill (1943–2012)

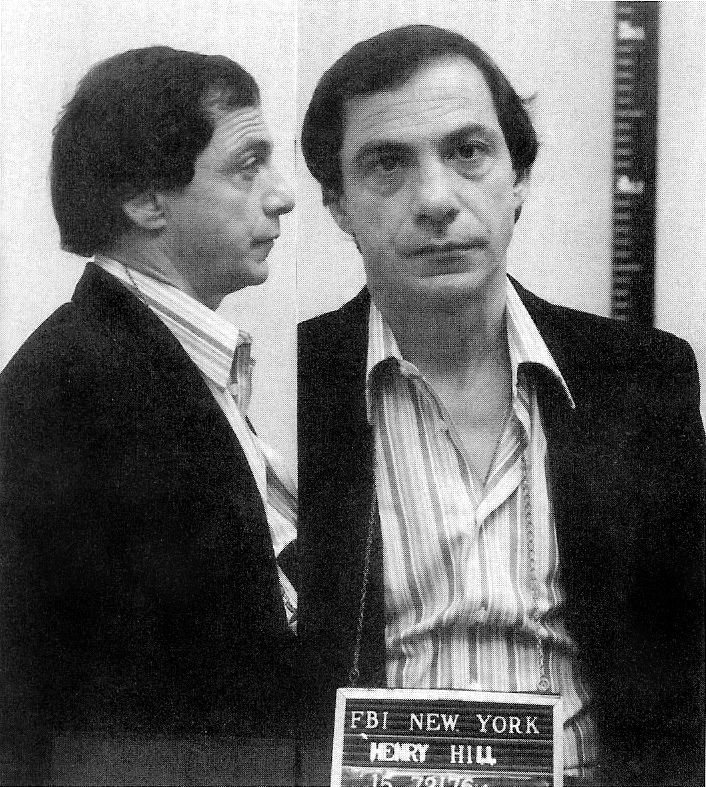
Henry Hill (1943–2012)

- Hill, Henry B. (1849–1903), US-amerikanischer Chemiker
- Hill, Hermann (* 1951), deutscher Jurist, Hochschullehrer und Politiker (CDU), rheinland-pfälzischer Landesminister
- Hill, Howard (1899–1975), US-amerikanischer Bogenschütze, Schauspieler und Filmberater
- Hill, Hugh Lawson White (1810–1892), US-amerikanischer Politiker

### Hill, I
- Hill, Ian (* 1951), britischer Musiker, Mitbegründer und Bassist der Heavy-Metal-Band Judas Priest
- Hill, Isaac (1789–1851), US-amerikanischer Politiker
- Hill, Isaiah (* 2002), US-amerikanischer Schauspieler und Model

### Hill, J
- Hill, J. Lister (1894–1984), US-amerikanischer Politiker
- Hill, Jack (1887–1963), US-amerikanischer Schauspieler
- Hill, Jack (* 1933), US-amerikanischer Filmregisseur
- Hill, Jacqueline (1929–1993), britische Schauspielerin
- Hill, Jaime, US-amerikanischer American-Football-Trainer
- Hill, James (1899–1966), britischer Politiker
- Hill, James (1916–2001), US-amerikanischer Drehbuchautor und Filmproduzent
- Hill, James (1919–1994), britischer Filmregisseur, Drehbuchautor und Filmproduzent
- Hill, James (1929–2018), US-amerikanischer Sportschütze
- Hill, James (* 2002), englischer Fußballspieler
- Hill, James A. (1923–2010), US-amerikanischer Offizier, General der US Air Force
- Hill, James E. (1921–1999), US-amerikanischer Offizier, General der US Air Force
- Hill, James Peter (1873–1954), britischer Zoologe und Embryologe
- Hill, James T. (* 1946), US-amerikanischer General im Ruhestand
- Hill, Jane H. (1939–2018), US-amerikanische Anthropologin
- Hill, Jaycee (1931–2013), US-amerikanischer Rockabilly-Musiker
- Hill, Jenny, britische Fernseh-Journalistin
- Hill, Jeremiah (* 1995), kamerunischer Basketballspieler
- Hill, Jeremy (* 1992), US-amerikanischer American-Football-Spieler
- Hill, Jerome (1905–1972), US-amerikanischer Maler, Filmemacher, Produzent und Kunstförderer
- Hill, Jess (* 1969), US-amerikanischer Schauspieler, Drehbuchautor und Regieassistent
- Hill, Jim (* 1947), US-amerikanischer Jurist, Finanzberater und Politiker (Demokratische Partei)
- Hill, Jimmy (1928–2015), englischer Fußballspieler, Manager, Moderator, Gewerkschafter, Fernsehproduzent
- Hill, Joachim (* 1953), deutscher Geograph und Professor für Fernerkundung an der Universität Trier
- Hill, Jody (* 1976), US-amerikanischer Filmregisseur und Drehbuchautor
- Hill, Joe (1879–1915), US-amerikanischer Arbeiterführer, Gewerkschaftsaktivist und Liederdichter
- Hill, Joe (* 1972), US-amerikanischer SchriftstellerJoe Hill (* 1972)

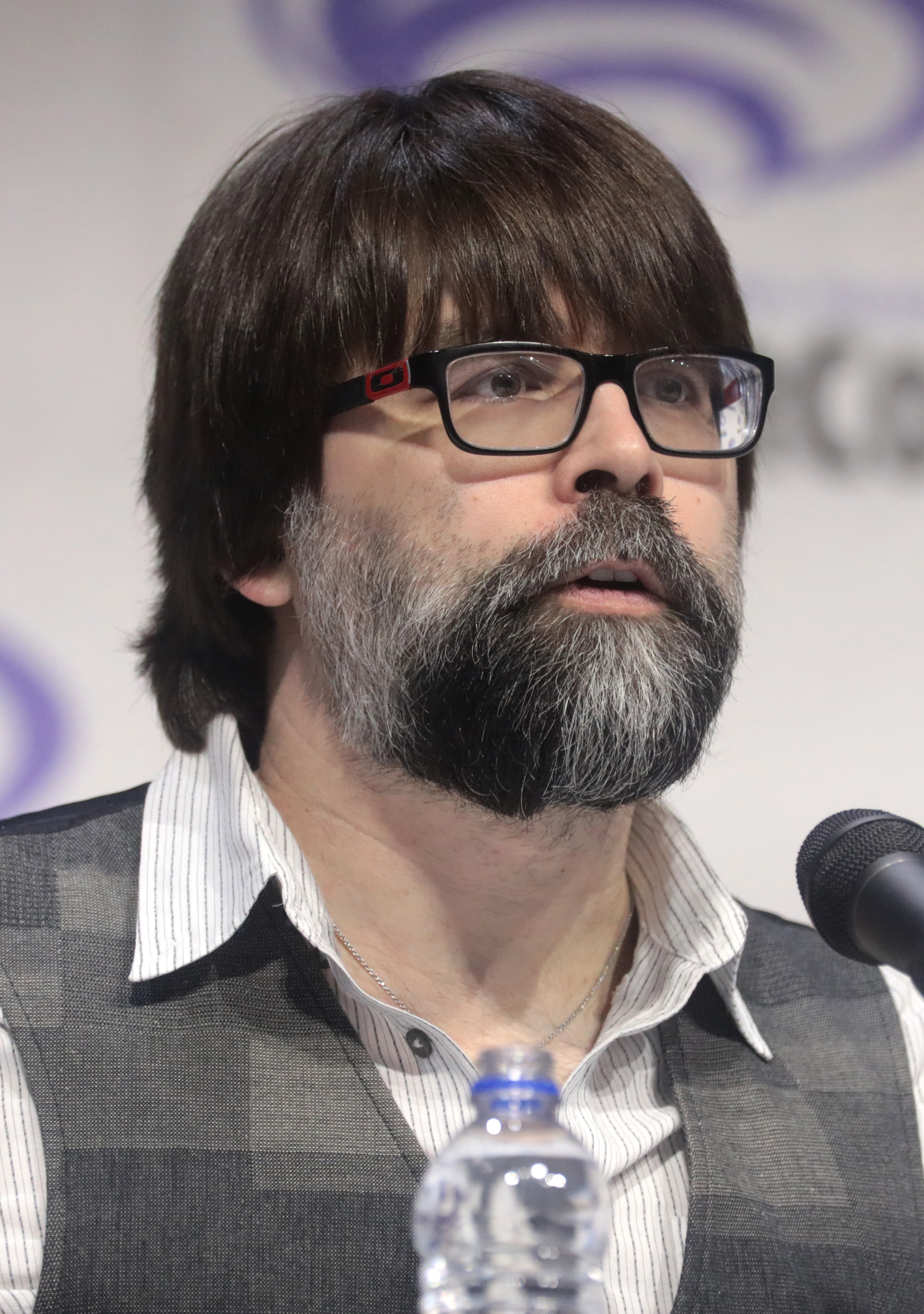
Joe Hill (* 1972)

- Hill, Johann Jakob (1730–1801), deutscher Ingenieur
- Hill, Johanna, salvadorianische Politikerin und stellvertretende Generaldirektorin der Welthandelsorganisation
- Hill, John, US-amerikanischer E-Sportler
- Hill, John († 1775), englischer Apotheker, Arzt, Botaniker und Schriftsteller
- Hill, John (1797–1861), US-amerikanischer Politiker
- Hill, John (1800–1880), US-amerikanischer Politiker
- Hill, John (1821–1884), US-amerikanischer Politiker
- Hill, John († 2017), US-amerikanischer Drehbuchautor und TV-Producer
- Hill, John Boynton Philip Clayton (1879–1941), US-amerikanischer Jurist und Politiker
- Hill, John Edwards (1928–1997), britischer Mammaloge
- Hill, John Eric (1907–1947), US-amerikanischer Mammaloge
- Hill, John Fremont (1855–1912), US-amerikanischer Politiker
- Hill, John McMurry (1887–1966), US-amerikanischer Romanist und Hispanist
- Hill, John W. (1890–1977), US-amerikanischer Unternehmer
- Hill, Jon Michael (* 1985), US-amerikanischer Schauspieler
- Hill, Jonah (* 1983), US-amerikanischer Schauspieler, Drehbuchautor, Filmregisseur und FilmproduzentJonah Hill (* 1983)

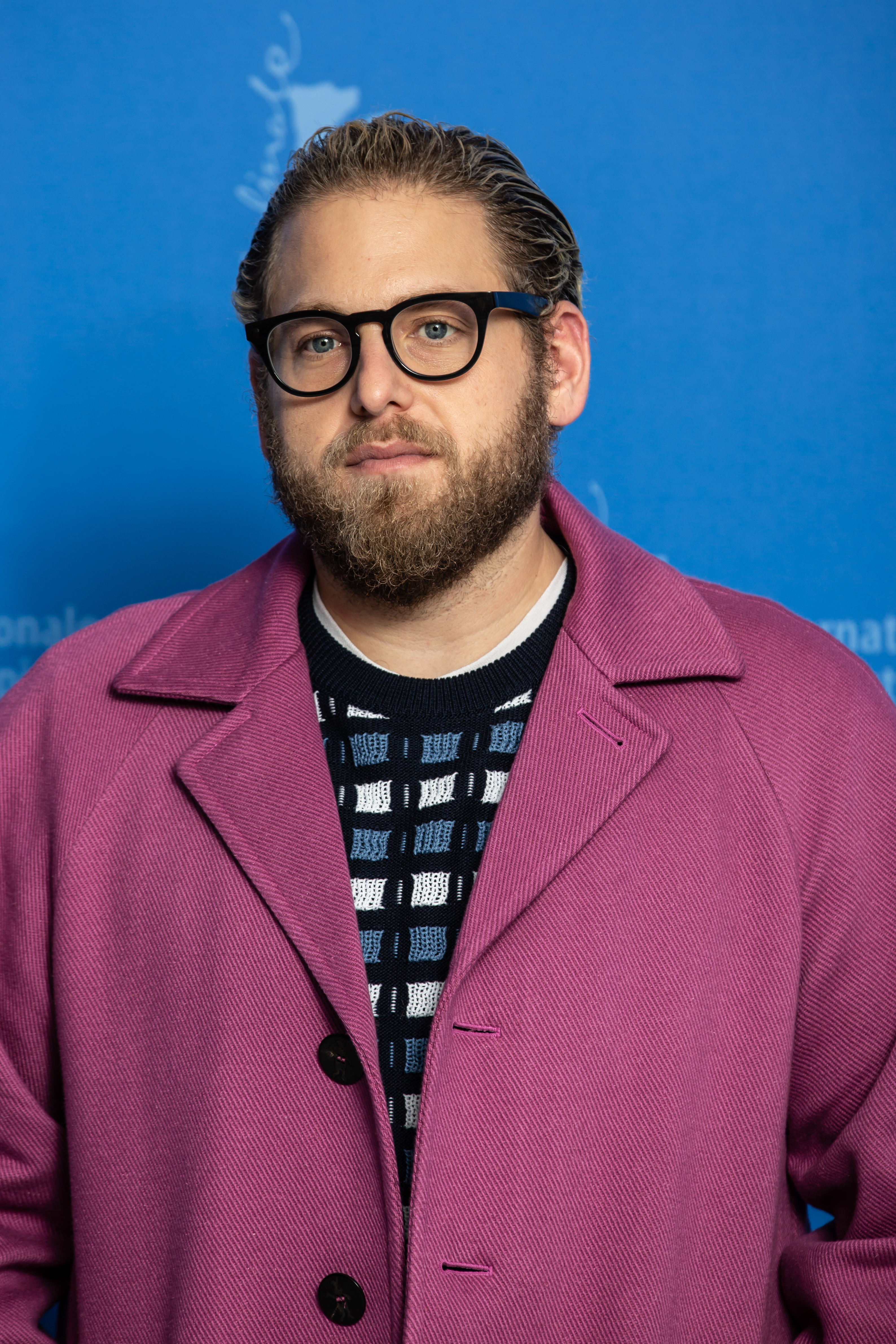
Jonah Hill (* 1983)

- Hill, Jonathan (* 1960), britischer Politiker und Manager
- Hill, Jonny (* 1940), österreichischer Musiker, Texter, Produzent und Entertainer
- Hill, Jordan (* 1987), US-amerikanischer Basketballspieler
- Hill, Joseph (1949–2006), jamaikanischer Sänger, Gitarrist und Songschreiber
- Hill, Josh (* 1990), US-amerikanischer American-Football-Spieler
- Hill, Josh (* 1991), britischer Automobilrennfahrer
- Hill, Joshua (* 1773), britischer Seemann
- Hill, Joshua (1812–1891), US-amerikanischer Politiker
- Hill, Jude (* 2010), britischer Kinderdarsteller
- Hill, Judith (* 1984), US-amerikanische Pop- und R&B-SängerinJudith Hill (* 1984)

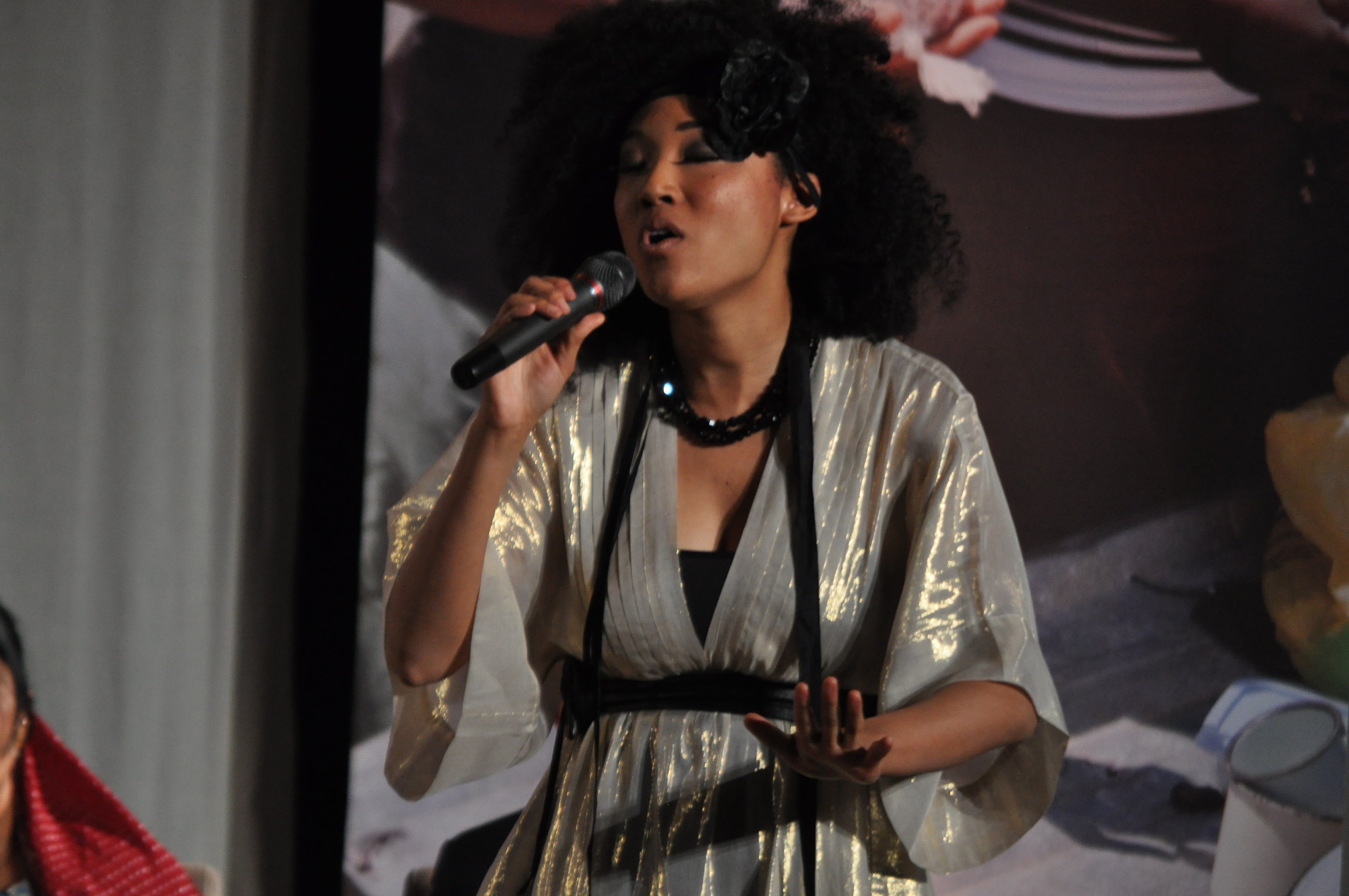
Judith Hill (* 1984)

- Hill, Julia (* 1974), US-amerikanische Umweltaktivistin
- Hill, Julian (* 1973), australischer Politiker
- Hill, Julian Werner (1904–1996), US-amerikanischer Chemiker
- Hill, Justice (* 1997), US-amerikanischer American-Football-Spieler

### Hill, K
- Hill, Kamani (* 1985), US-amerikanischer Fußballspieler
- Hill, Karl (1831–1893), deutscher Opernsänger (Bariton)
- Hill, Kasey (* 1993), US-amerikanischer Basketballspieler
- Hill, Kathy (* 1956), britisches Fotomodell
- Hill, Katie (* 1987), US-amerikanische Politikerin (Demokratische Partei)
- Hill, Katrin (* 1975), deutsche Triathletin
- Hill, Kenneth D. (1948–2010), australischer Botaniker
- Hill, Kerrica (* 2005), jamaikanische Sprinterin
- Hill, Kerry (* 1947), neuseeländischer Weitspringer und Sprinter
- Hill, Kevin (* 1986), kanadischer Snowboarder
- Hill, Kim (* 1972), US-amerikanische Soulsängerin und Songwriterin
- Hill, Kimberly (* 1989), US-amerikanische Volleyballspielerin
- Hill, King Solomon (1897–1949), US-amerikanischer Blues-Sänger und Gitarrist
- Hill, Knute (1876–1963), US-amerikanischer Politiker
- Hill, Kristy (* 1979), neuseeländische Fußballspielerin

### Hill, L
- Hill, Lance (* 1972), US-amerikanischer Fußballspieler
- Hill, Laura (* 1976), englische Squashspielerin
- Hill, Lauryn (* 1975), US-amerikanische Sängerin, Rapperin, Songwriterin und SchauspielerinLauryn Hill (* 1975)

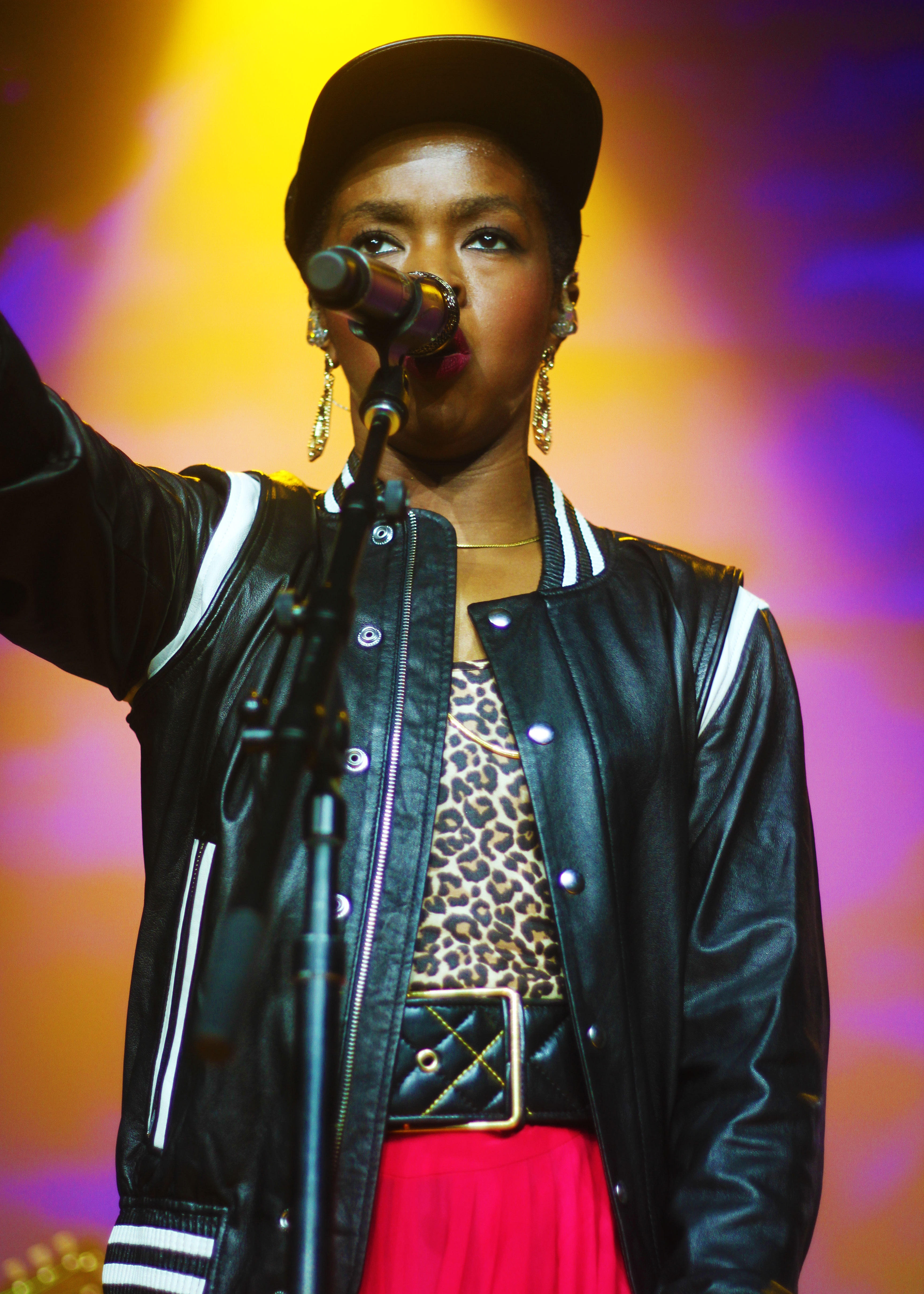
Lauryn Hill (* 1975)

- Hill, Lawrence (* 1957), kanadischer Schriftsteller
- Hill, Lawrence (* 1987), US-amerikanischer Basketballspieler
- Hill, Leonard (1866–1952), englischer Physiologe
- Hill, Leonidas E. (1934–2012), US-amerikanischer Historiker
- Hill, Lew (1965–2021), US-amerikanischer Basketballspieler und -trainer
- Hill, Lewis (1919–1957), US-amerikanischer Pazifist, Autor, Aktivist und Gründer der Station KPFA
- Hill, Lindolfo (1917–1977), brasilianischer Politiker des Partido Comunista Brasileiro
- Hill, Lionel (1881–1963), australischer Politiker (Labor Party), zweimaliger Premierminister von South Australia
- Hill, Lisa-Katharina (* 1992), deutsche Turnerin
- Hill, Lucius D. (1856–1933), US-amerikanischer Politiker
- Hill, Lynn (* 1961), US-amerikanische KletterinLynn Hill (* 1961)

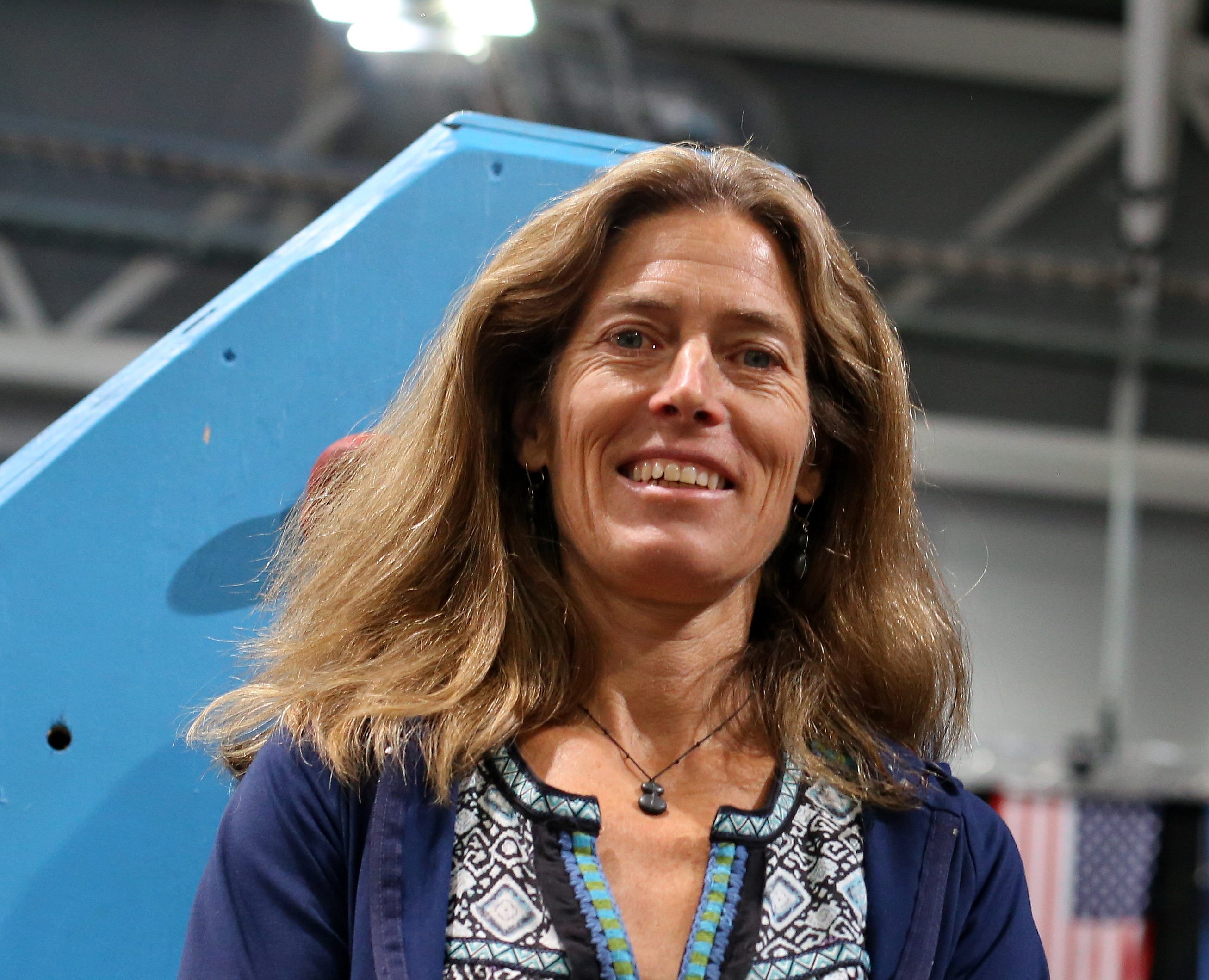
Lynn Hill (* 1961)

### Hill, M
- Hill, Mabel (1872–1956), neuseeländische Malerin
- Hill, Manuel (* 1986), deutscher Schauspieler und Musiker
- Hill, Marc Lamont (* 1978), US-amerikanischer Kulturanthropologe, Autor und Aktivist sowie TV-Persönlichkeit
- Hill, Marianna (* 1942), US-amerikanische Schauspielerin
- Hill, Mark D., US-amerikanischer Informatiker
- Hill, Mark Langdon (1772–1842), US-amerikanischer Politiker
- Hill, Marquis, US-amerikanischer Jazz-Trompeter (auch Flügelhorn) und Komponist
- Hill, Martha (1900–1995), amerikanische Tänzerin und Tanz-Pädagogin
- Hill, Martin, Spezialeffektkünstler
- Hill, Martina (* 1974), deutsche Komikerin und SchauspielerinMartina Hill (* 1974)

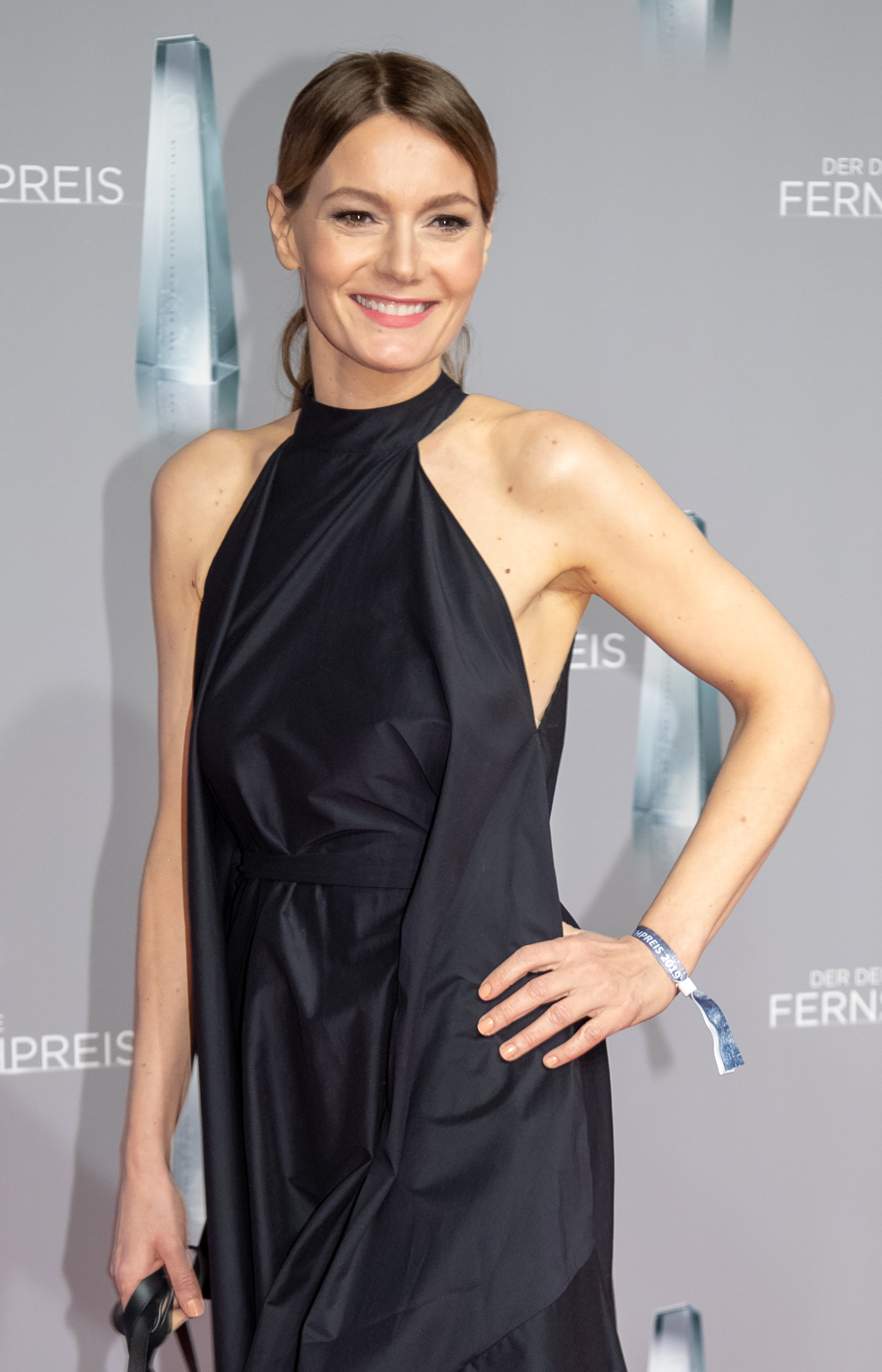
Martina Hill (* 1974)

- Hill, Mary Elliott (1907–1969), US-amerikanische Chemikerin und Hochschullehrerin
- Hill, Matt (* 1981), englischer Fußballspieler
- Hill, Melanie (* 1962), englische Schauspielerin
- Hill, Melissa (* 1970), US-amerikanische Pornodarstellerin und -regisseurin der 1990er Jahre
- Hill, Melissa C. (* 1990), deutsche Autorin
- Hill, Micaiah John Muller (1856–1929), britischer Mathematiker
- Hill, Michael (* 1974), australischer Tennisspieler
- Hill, Michael A. (* 1980), US-amerikanischer Mathematiker
- Hill, Michael Brandon (* 1993), amerikanischer mutmaßlicher Gewaltverbrecher
- Hill, Mick, englischer Poolbillardspieler
- Hill, Mick (* 1964), britischer Speerwerfer
- Hill, Mike (1949–2023), US-amerikanischer Filmeditor
- Hill, Mike (* 1949), britischer Geistlicher und anglikanischer Bischof, Mitglied des House of Lords
- Hill, Moritz (1805–1874), deutscher Taubstummenlehrer
- Hill, Murray (1923–2003), australischer Politiker (Liberal Party)

### Hill, N
- Hill, Napoleon (1883–1970), US-amerikanischer SchriftstellerNapoleon Hill (1883–1970)

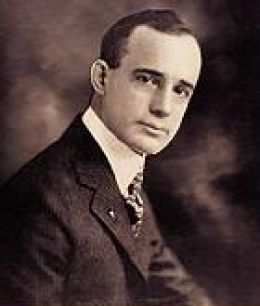
Napoleon Hill (1883–1970)

- Hill, Narelle (* 1969), australische Judoka
- Hill, Nathan (* 1975), US-amerikanischer Schriftsteller
- Hill, Nathaniel P. (1832–1900), US-amerikanischer Politiker (Republikanische Partei)
- Hill, Nikolas (* 1972), deutscher Jurist und ehemaliger politischer Beamter (CDU)
- Hill, Noel (* 1958), irischer Konzertinaspieler
- Hill, Norman Albert (1906–1996), US-amerikanischer Radsportler
- Hill, Norman Llewellyn (1895–1976), US-amerikanischer Politikwissenschaftler

### Hill, O
- Hill, Octavia (1838–1912), britische Sozialreformerin und Begründerin des The National Trust
- Hill, Oliver (1907–2007), US-amerikanischer Anwalt und Bürgerrechtler
- Hill, Orla (* 2002), britische Schauspielerin
- Hill, Otto (1894–1967), deutscher Politiker (NSDAP), MdR

### Hill, P
- Hill, Paul, Opfer eines Justizirrtums
- Hill, Paul B. (* 1953), deutscher Sozialwissenschaftler und Hochschullehrer
- Hill, Paul Jennings (1954–2003), US-amerikanischer christlicher Extremist und MörderPaul Jennings Hill (1954–2003)

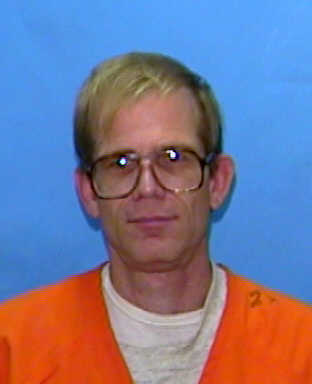
Paul Jennings Hill (1954–2003)

- Hill, Peter (* 1940), deutscher Regisseur und Schauspieler
- Hill, Peter (* 1945), britischer Radrennfahrer
- Hill, Peter (1945–2022), australischer Slawist
- Hill, Peter (* 1948), britischer Pianist und Autor
- Hill, Phelan (* 1979), britischer Ruderer
- Hill, Phil (* 1921), US-amerikanischer Jazzmusiker (Piano)
- Hill, Phil (1927–2008), US-amerikanischer Autorennfahrer
- Hill, Phil (* 1982), britischer Eishockeyspieler
- Hill, Phil (* 2002), deutscher Automobil-Rennfahrer
- Hill, Philipp (1887–1961), Oberbürgermeister von Gießen
- Hill, Priscilla (* 1960), US-amerikanische Eiskunstläuferin

### Hill, R
- Hill, Rachel (* 1995), US-amerikanische Fußballspielerin
- Hill, Ralph (1827–1899), US-amerikanischer Politiker
- Hill, Ralph (1908–1994), US-amerikanischer Leichtathlet
- Hill, Rashod (* 1992), US-amerikanischer American-Football-Spieler
- Hill, Raymond (1933–1996), US-amerikanischer R&B-Musiker
- Hill, Raymond Thompson (1883–1956), US-amerikanischer Romanist, Provenzalist, Lusitanist und Mediävist
- Hill, Reginald (1936–2012), britischer Krimi-Autor
- Hill, Reuben (1912–1985), US-amerikanischer Soziologe
- Hill, Rich (* 1980), US-amerikanischer BaseballspielerRich Hill (* 1980)

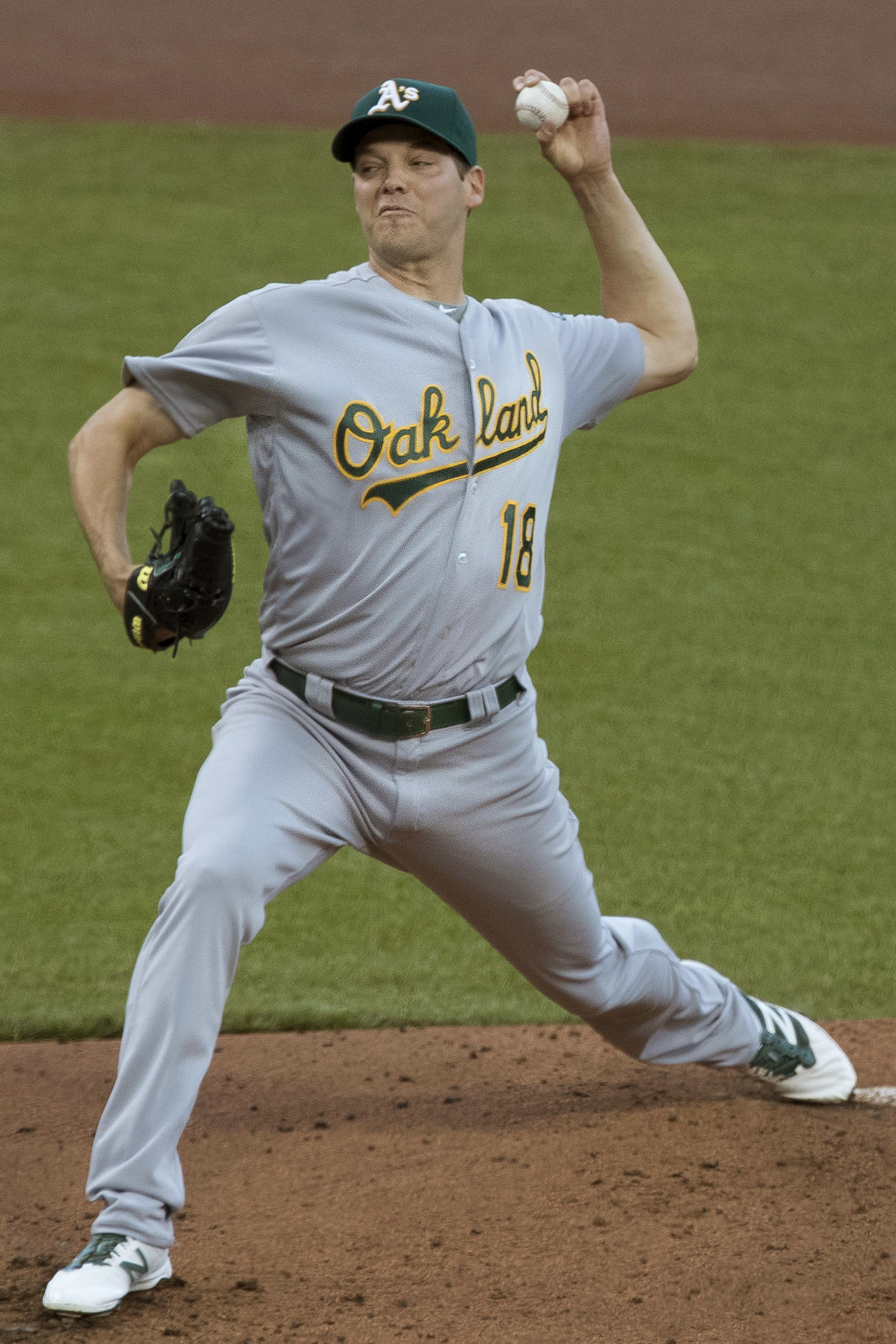
Rich Hill (* 1980)

- Hill, Richard (1901–1996), britischer Historiker, Spezialgebiet Geschichte des modernen Sudan
- Hill, Richard Erik (* 1949), US-amerikanischer Astronom und Asteroidenentdecker
- Hill, Richard, 7. Baron Sandys (1931–2013), britischer Adliger und Politiker
- Hill, Rick (* 1946), US-amerikanischer Politiker
- Hill, Robert (1899–1991), britischer Biochemiker
- Hill, Robert (* 1946), australischer Politiker
- Hill, Robert (* 1953), US-amerikanischer Cembalist, Musikwissenschaftler und Hochschullehrer
- Hill, Robert C. (1917–1978), US-amerikanischer Diplomat und Politiker der Republikanischen Partei
- Hill, Robert Gardiner (1811–1878), britischer Chirurg und Psychiater
- Hill, Robert P. (1874–1937), US-amerikanischer Politiker
- Hill, Rodney (1921–2011), britischer Ingenieurwissenschaftler und Angewandter Mathematiker
- Hill, Roland (1920–2014), deutsch-britischer Journalist und Autor
- Hill, Ron (1938–2021), englischer Marathonläufer
- Hill, Rosa Lee (1910–1968), US-amerikanische Bluesmusikerin
- Hill, Roscoe (* 1994), US-amerikanischer Boxer
- Hill, Rosemary, britische Historikerin und Schriftstellerin
- Hill, Ross (1973–1990), US-amerikanischer Schauspieler
- Hill, Rowland (1795–1879), Reformator des englischen Postwesens
- Hill, Rowland, 1. Viscount Hill (1772–1842), britischer General
- Hill, Ryan (* 1990), US-amerikanischer Mittel- und Langstreckenläufer

### Hill, S
- Hill, Sam, US-amerikanischer Regisseur und Fernsehproduzent
- Hill, Samantha (* 1992), US-amerikanische Wasserballspielerin
- Hill, Sammie Lee (* 1986), US-amerikanischer Footballspieler
- Hill, Samuel (* 1985), australischer Mountainbiker
- Hill, Samuel B. (1875–1958), US-amerikanischer Jurist und Politiker
- Hill, Sandy (* 1955), US-amerikanische Bergsteigerin, Autorin und Moderedakteurin
- Hill, Scott (1947–2018), US-amerikanischer Jazzmusiker
- Hill, Scott James (* 1994), kanadischer Skilangläufer
- Hill, Scotti (* 1964), US-amerikanischer GitarristScotti Hill (* 1964)

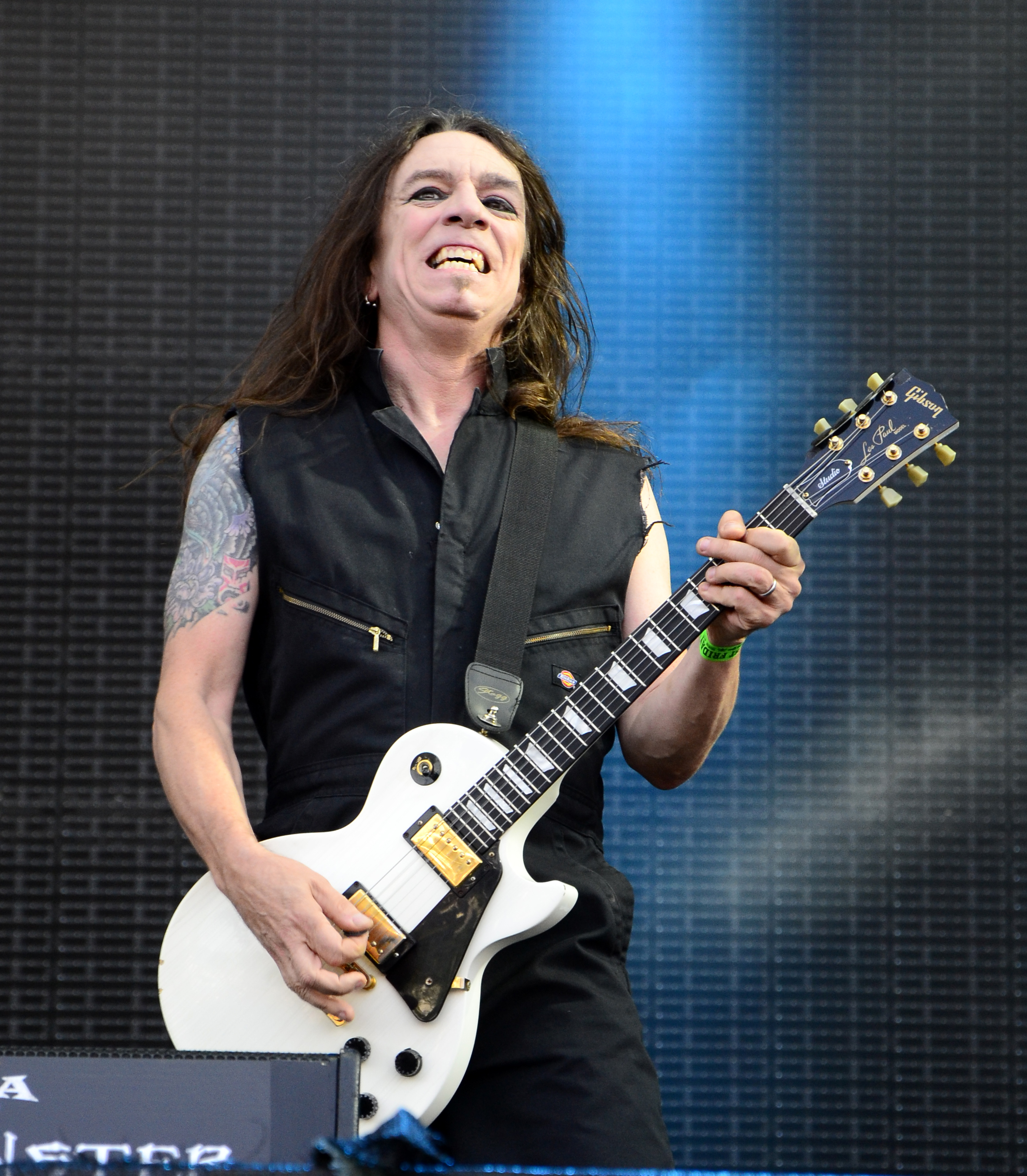
Scotti Hill (* 1964)

- Hill, Sean (* 1970), US-amerikanischer Eishockeyspieler
- Hill, Seth, US-amerikanischer Filmtechniker für visuelle Effekte, Spezialeffekte und Animation
- Hill, Shaun (* 1980), US-amerikanischer American-Football-Spieler
- Hill, Solomon (* 1991), US-amerikanischer Basketballspieler
- Hill, Stan (1927–2019), neuseeländischer Rugby-Union-Spieler
- Hill, Stephen, US-amerikanischer Schauspieler
- Hill, Stephen (1956–2012), US-amerikanischer Sänger und Songwriter christlicher Popmusik, des Southern Gospel
- Hill, Stephen (* 1985), britischer Biathlet
- Hill, Steven (1922–2016), US-amerikanischer Schauspieler
- Hill, Susan (* 1942), britische Schriftstellerin

### Hill, T
- Hill, Taylor Marie (* 1996), US-amerikanisches Model
- Hill, Taysom (* 1990), US-amerikanischer American-Football-Spieler
- Hill, Teddy (1909–1978), US-amerikanischer Tenor-Saxophonist, Big-Band-Leader des Swing und Jazzclub-Manager
- Hill, Terence (* 1939), italienischer Schauspieler und RegisseurTerence Hill (* 1939)

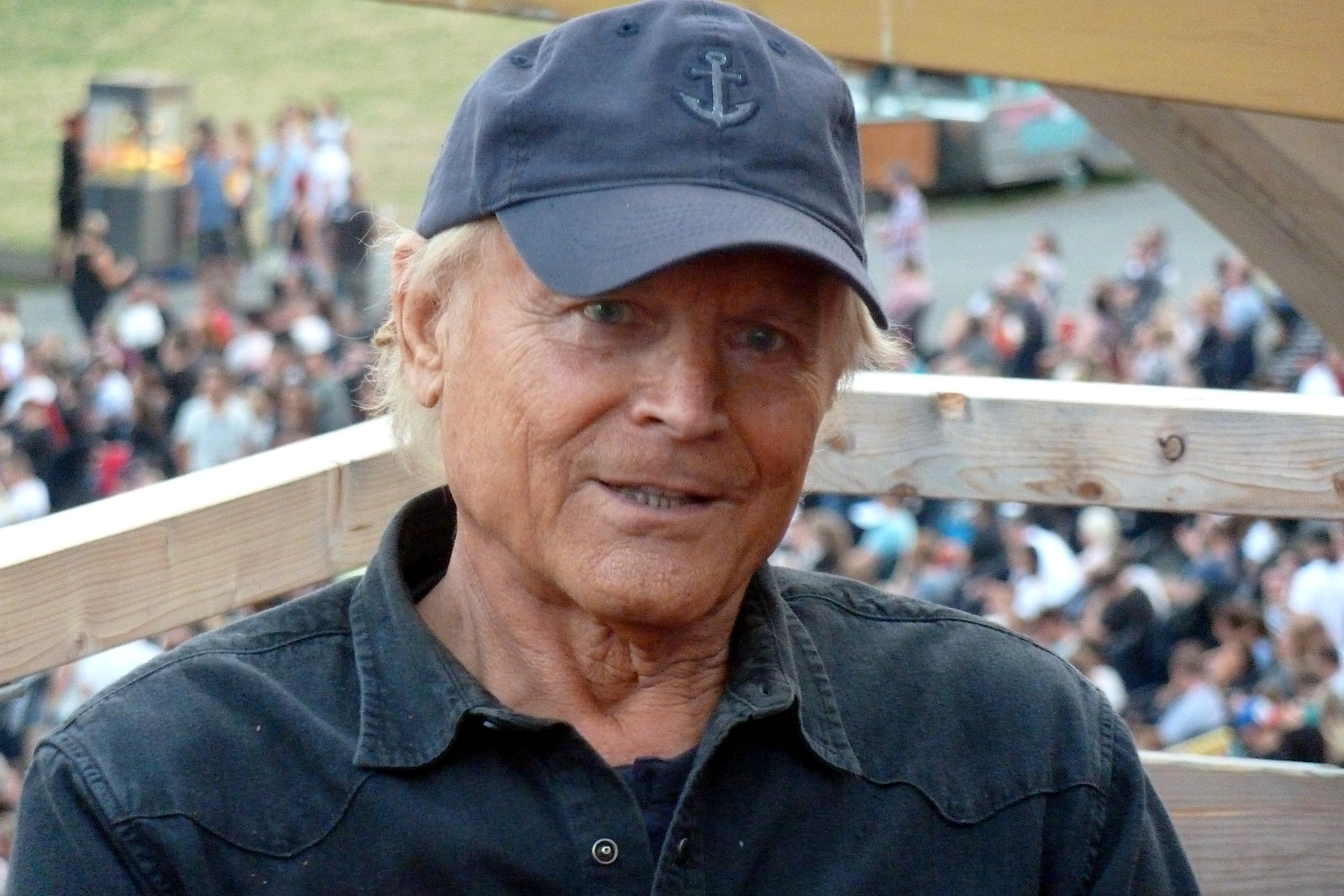
Terence Hill (* 1939)

- Hill, Thelma (1906–1938), US-amerikanische Schauspielerin
- Hill, Theo, US-amerikanischer Jazzmusiker
- Hill, Theodore (* 1943), US-amerikanischer Mathematiker
- Hill, Thomas (1818–1891), US-amerikanischer Geistlicher, Mathematiker, Philosoph, Erzieher und Erfinder
- Hill, Thomas (1829–1908), amerikanischer Maler
- Hill, Thomas (1927–2009), US-amerikanischer Schauspieler
- Hill, Thomas (* 1949), US-amerikanischer Hürdenläufer
- Hill, Thomas E. (* 1937), US-amerikanischer Philosoph
- Hill, Tim, US-amerikanischer Cartoonist, Regisseur, Drehbuchautor und Produzent
- Hill, Tyreek (* 1994), US-amerikanischer American-Football-Spieler
- Hill, Tyrone (1948–2007), US-amerikanischer Jazzmusiker (Posaune)
- Hill, Tyrone (* 1968), US-amerikanischer Basketballspieler

### Hill, U
- Hill, Ureli Corelli (1802–1875), US-amerikanischer Geiger und Dirigent

### Hill, V
- Hill, Vince (1937–2023), britischer Popsänger
- Hill, Virgil (* 1964), US-amerikanischer Boxer
- Hill, Virgil L Jr. (1938–2024), US-amerikanischer Offizier, Konteradmiral der US-Navy
- Hill, Virginia (1916–1966), Angehörige der organisierten Kriminalität der Vereinigten Staaten von Amerika

### Hill, W
- Hill, Walter (1820–1904), australischer Botaniker
- Hill, Walter (* 1942), US-amerikanischer Action-Regisseur in HollywoodWalter Hill (* 1942)

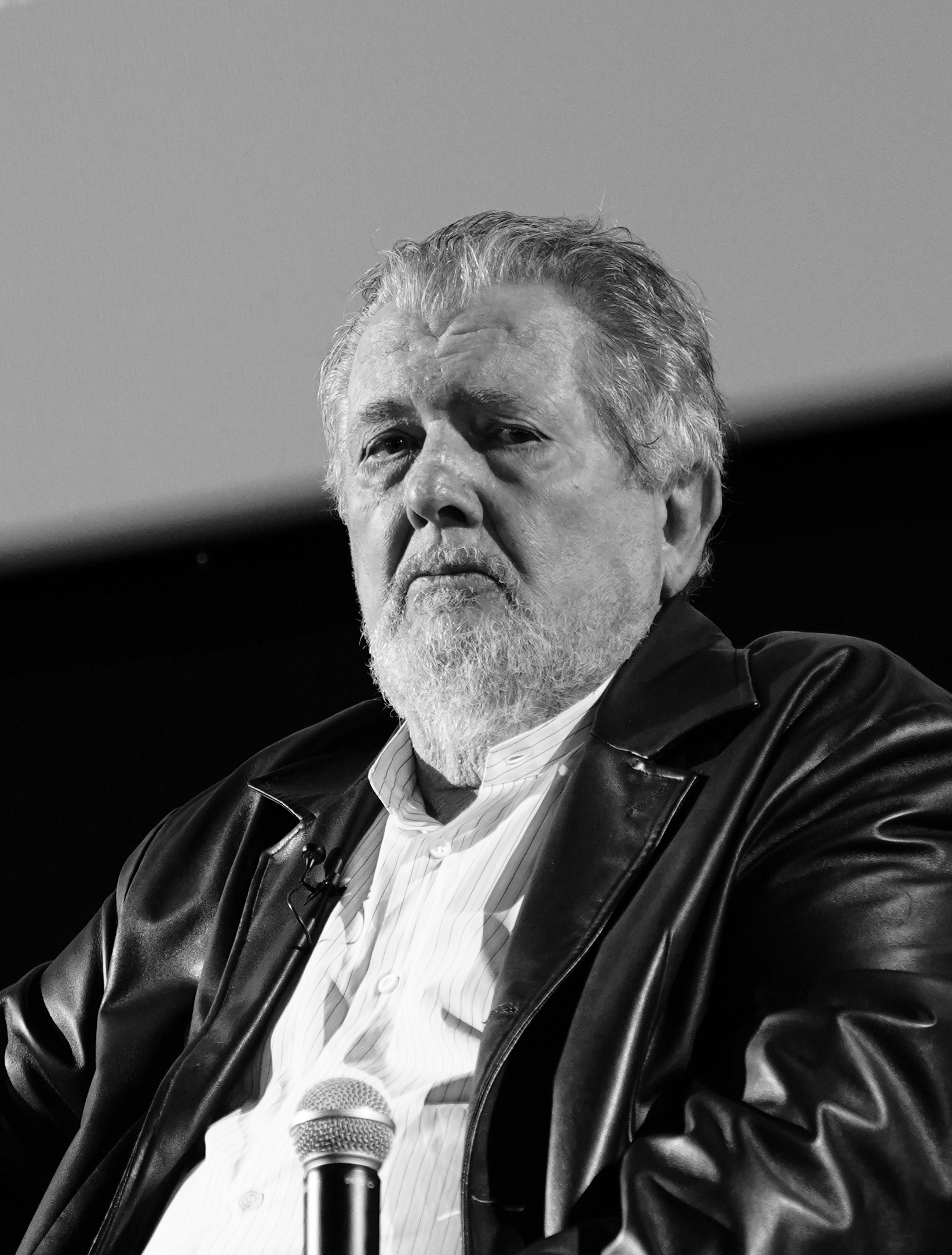
Walter Hill (* 1942)

- Hill, Warren Lee (1960–2015), US-amerikanischer Mörder
- Hill, Whitmell (1743–1797), US-amerikanischer Politiker
- Hill, Wilhelm (1925–2017), deutscher Betriebswirt und Hochschullehrer
- Hill, Will (* 1979), britischer Schriftsteller
- Hill, William (1896–1958), britischer Sprinter
- Hill, William D. (1833–1906), US-amerikanischer Politiker
- Hill, William George (1940–2021), britischer Genetiker
- Hill, William H. (1930–2000), US-amerikanischer Komponist, Dirigent und Musikpädagoge
- Hill, William Henry (1767–1809), US-amerikanischer Politiker
- Hill, William Henry (1876–1972), US-amerikanischer Politiker
- Hill, William Luther (1873–1951), US-amerikanischer Politiker (Demokratische Partei)
- Hill, William S. (1886–1972), US-amerikanischer Politiker
- Hill, Wilson S. (1863–1921), US-amerikanischer Politiker

### Hill, Z
- Hill, Z. Z. (1935–1984), US-amerikanischer Blues-Sänger

### Hill-

#### Hill-L
- Hill-Lowe, Beatrice (1868–1951), britische Bogenschützin

#### Hill-N
- Hill-Norton, Nicholas (* 1939), britischer Vizeadmiral
- Hill-Norton, Peter (1915–2004), britischer Flottenadmiral und Politiker

#### Hill-S
- Hill-Samelson, Ursula (1935–2013), deutsche Mathematikerin, Informatik-Pionierin und Hochschuldozentin

#### Hill-T
- Hill-Tout, Charles (1858–1944), kanadischer Laien-Völkerkundler

#### Hill-W
- Hill-Wood, Peter (1936–2018), britischer Bankier und Präsident des FC Arsenal

### Hilla
- Hillage, Steve (* 1951), britischer Musiker und Musikproduzent
- Hillaire, Marcel (1908–1988), deutscher Schauspieler
- Hillaire-Marcel, Claude (* 1944), französisch-kanadischer Geologe, Meeresgeologe, Ozeanograph und Geochemiker
- Hillairet, Jacques (1886–1984), französischer Historiker
- Hillard, Carole (1936–2007), US-amerikanische Politikerin
- Hillard, Charlie (1938–1996), US-amerikanischer Kunstflugpilot
- Hillard, George Stillman (1808–1879), US-amerikanischer Anwalt und Politiker
- Hillardt, Michael (* 1961), australischer Mittelstreckenläufer
- Hillarion, Jean (1891–1926), französischer Radrennfahrer
- Hillarp Persson, Tiger (* 1970), schwedischer Schachspieler
- Hillary, Barbara (1931–2019), US-amerikanische Krankenschwester
- Hillary, Edmund (1919–2008), neuseeländischer Bergsteiger und ExpeditionsleiterEdmund Hillary (1919–2008)

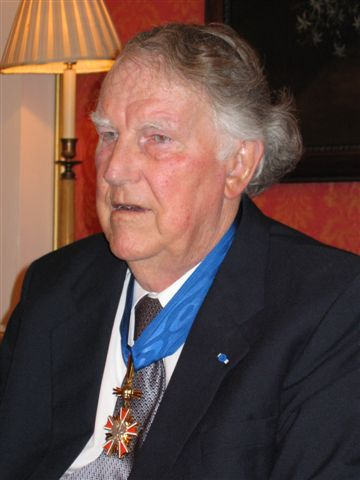
Edmund Hillary (1919–2008)

- Hillas, Lorraine (* 1961), australische Hockeyspielerin
- Hillas, Patricia (* 1966), britische Geistliche und Chaplain to the Speaker of the House of Commons

### Hillb
- Hillberg, Antonia (* 1997), deutsche Politikerin (SPD)
- Hillbilly Jim (* 1952), US-amerikanischer Wrestler und RadiomoderatorHillbilly Jim (* 1952)

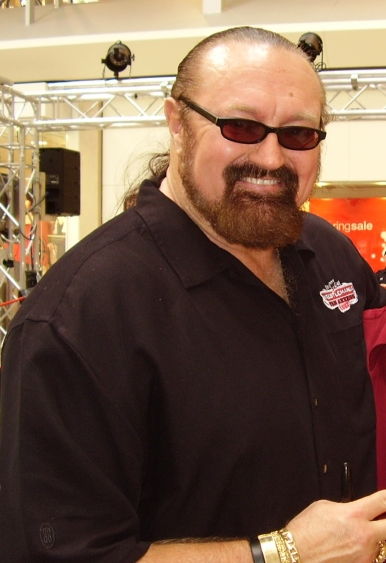
Hillbilly Jim (* 1952)

- Hillblom, Larry (1943–1995), US-amerikanischer Unternehmer, Gründungsmitglied des internationalen Kurier-Unternehmens DHL
- Hillborg, Anders (* 1954), schwedischer Komponist und Musikprofessor
- Hillborg, Christian (* 1978), schwedischer Schauspieler und Synchronsprecher
- Hillbrand, Erich (1926–2024), österreichischer Historiker
- Hillbrand, Ernst (1872–1927), österreichischer Baumeister
- Hillbrand, Erwin (1899–1971), österreichischer Politiker (CSP), Landtagsabgeordneter zum Vorarlberger Landtag
- Hillbrecht, Dirk (* 1972), deutscher Politiker (Piratenpartei)
- Hillbring, Walter (1890–1964), deutschsprachiger Chansonnier, Schauspieler und Kabarettist

### Hillc
- Hillcoat, John (* 1961), australischer Drehbuchautor und Filmregisseur

### Hilld
- Hilldring, John H. (1895–1974), US-amerikanischer General

### Hille
- Hille Ris Lambers, Janneke (* 1972), niederländische Pflanzenökologin und Hochschullehrerin
- Hille, Adolf (* 1934), deutscher Fußballspieler
- Hille, Almut (* 1968), deutsche Germanistin
- Hille, André (* 1974), deutscher Schriftsteller und Lektor
- Hille, Andreas (* 1955), deutscher Skispringer und Skisprungfunktionär
- Hille, Anja (* 1956), deutsche Politikerin (SPD), MdL
- Hille, Arnold (1892–1959), deutscher Arbeitsamtsdirektor und Politiker (SPD), Bürgermeister und MdL Bayern
- Hille, Augustin Bartolomäus (1786–1865), Bischof von Leitmeritz
- Hille, Bertil (* 1940), US-amerikanischer Biologe
- Hille, Dirk (* 1963), deutscher Handballspieler und -trainer
- Hille, Einar (1894–1980), US-amerikanischer Mathematiker
- Hille, Ellen (* 1908), deutsche Schauspielerin
- Hille, Emil (1910–1988), deutscher Maler und Grafiker
- Hille, Frank (1949–2004), deutscher Musiker
- Hille, Fritz (1882–1959), deutscher Lehrer und Politiker (NSDAP)
- Hille, Fritz (1891–1949), deutscher Manager
- Hille, Georg (1841–1911), deutscher Historiker und Archivar
- Hille, Hans-Joachim (1921–1990), deutscher Diplomat
- Hille, Heinz (1891–1954), deutscher Regisseur und Filmproduzent
- Hille, Horst (1920–1995), deutscher Autor
- Hille, Horst (1941–2015), deutscher Maler, Grafiker und Kleinplastiker
- Hille, Horst-Dieter (1933–2002), deutscher Leichtathletiktrainer
- Hille, Jan (* 1978), deutscher Filmeditor
- Hille, Johann (1890–1965), deutscher SS-Hauptscharführer und KZ-Aufseher
- Hille, Johann von († 1684), brandenburgischer Kavallerieoffizier und Kommandeur der brandenburgischen Flottille, Vorläuferin der Kurbrandenburgischen Marine
- Hille, Karl Gustav von († 1647), deutscher Schriftsteller, Mitglied der Fruchtbringenden Gesellschaft
- Hille, Martin (* 1964), deutscher Historiker und Journalist
- Hille, Peter (1854–1904), deutscher naturalistischer SchriftstellerPeter Hille (1854–1904)

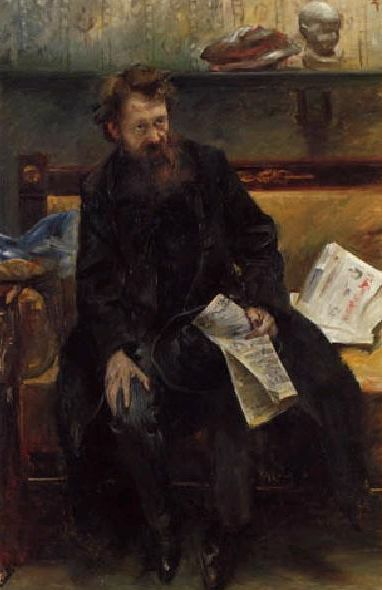
Peter Hille (1854–1904)

- Hille, Philipp (1862–1915), deutscher Geistlicher und Politiker (Zentrum), MdR
- Hille, Rolf (* 1947), deutscher evangelikaler Theologe
- Hille, Rosa Maria (* 1981), deutsche Malerin, Grafikerin und Textilkünstlerin
- Hille, Sebastian (* 1980), deutscher Ministerialbeamter
- Hille, Sebastian (* 1980), deutscher Fußballspieler
- Hille, Veda (* 1968), kanadische Chanson-Jazz-Singer-Songwriterin
- Hille, Walther (1894–1945), deutscher Jurist, Polizist und SS-Führer
- Hille, Wilhelm (1803–1880), deutscher lutherischer Theologe und Abt

#### Hillea
- Hilleary, Van (* 1959), US-amerikanischer Politiker

#### Hilleb
- Hillebrand, Albert (1890–1960), deutscher NSDAP-Funktionär, Oberbürgermeister der Stadt Münster
- Hillebrand, August (1888–1953), deutscher Politiker (DBP, DStP), MdR, MdV
- Hillebrand, Bruno (1935–2016), deutscher Literat und Literaturwissenschaftler
- Hillebrand, Clemens (* 1955), deutscher Kirchenmaler, Glaskünstler und Grafiker
- Hillebrand, Dennis (* 1979), deutscher Fußballspieler
- Hillebrand, Diana (* 1971), deutsche Schriftstellerin und Kinderbuchautorin
- Hillebrand, Dieter, deutscher Sportfunktionär
- Hillebrand, Dieter (* 1951), deutscher Politiker (CDU), MdL
- Hillebrand, Eberhard (1840–1924), deutscher Architekt und Bauunternehmer
- Hillebrand, Elmar (1925–2016), deutscher Bildhauer
- Hillebrand, Franz (1863–1926), österreichischer Philosoph
- Hillebrand, Franz (1918–1984), deutscher Politiker (CDU), MdL
- Hillebrand, Friedhelm (* 1940), deutscher Ingenieur, Pionier des Mobilfunks, Telekommunikationsmanager und Fachbuchautor
- Hillebrand, Fritz (1917–1957), österreichisch-deutscher Motorradrennfahrer
- Hillebrand, Helmut (* 1966), deutscher Biologe und Algenkundler
- Hillebrand, Herbert (* 1940), deutscher Immobilienunternehmer
- Hillebrand, Johann (1801–1866), österreichischer Fabrikant und Politiker
- Hillebrand, Johannes (1874–1931), deutscher Theologe, Pädagoge und Weihbischof im Bistum Paderborn
- Hillebrand, Joseph (1788–1871), deutscher Historiker, Philosoph und Politiker
- Hillebrand, Julius (1862–1895), deutscher Jurist und Schriftsteller
- Hillebrand, Julius Hubert (1819–1868), deutscher Rechtswissenschaftler und Hochschullehrer
- Hillebrand, Karl (1829–1884), deutscher Essayist, Publizist, Kulturwissenschaftler und Literaturhistoriker
- Hillebrand, Karl (1861–1939), österreichischer Astronom
- Hillebrand, Lucy (1906–1997), deutsche Architektin
- Hillebrand, Lukas (* 1979), österreichischer ProduzentLukas Hillebrand (* 1979)

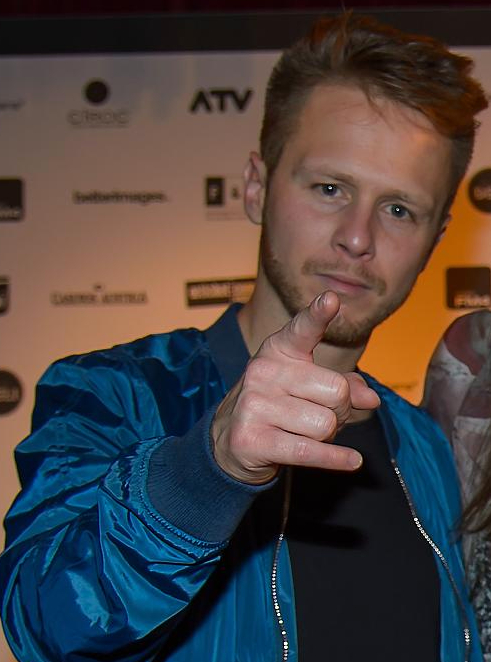
Lukas Hillebrand (* 1979)

- Hillebrand, Marlis (1946–2009), deutsche Lyrikerin und Malerin
- Hillebrand, Max Joseph (1896–1984), deutscher pädagogischer Psychologe
- Hillebrand, Nikola (* 1993), deutsche Opern- und Konzertsängerin in der Stimmlage Sopran
- Hillebrand, Oswald (1879–1926), österreichisch-böhmischer Politiker und Redakteur
- Hillebrand, Petra (* 1972), österreichische Autorin und Fotografin
- Hillebrand, Raphael Moussa (* 1982), deutscher Choreograph, Tänzer, Politiker, Kurator, Schauspieler und Aktivist
- Hillebrand, Rosa (1919–2013), deutsche Politikerin (SPD, BdD), MdL
- Hillebrand, Rudolf (* 1954), deutscher Verleger und Fotograf
- Hillebrand, Sophie (* 2002), österreichische Fußballspielerin
- Hillebrand, Stefan (* 1969), deutscher Filmproduzent, Drehbuchautor und Regisseur
- Hillebrand, Tino (* 1989), deutscher Schauspieler und Synchronsprecher
- Hillebrand, Ulrich (* 1960), deutscher Basketballspieler
- Hillebrand, Val (* 1981), belgischer Autorennfahrer
- Hillebrand, Werner (1923–1995), deutscher Historiker, Archivar und Autor
- Hillebrand, Wilhelm (1821–1886), deutscher Arzt und Botaniker
- Hillebrand, William (1853–1925), deutscher Chemiker
- Hillebrands, Burkard (* 1957), deutscher Physiker und Hochschullehrer
- Hillebrandt, Alfred (1853–1927), deutscher Sanskritologe und Hochschullehrer
- Hillebrandt, Annette (* 1963), deutsche Architektin und Professorin für Baukonstruktion, Entwurf und Materialkunde an der Bergischen Universität Wuppertal
- Hillebrandt, Axel von (1933–2024), deutscher Paläontologe
- Hillebrandt, Claudia (* 1982), deutsche Sprach- und Literaturwissenschaftlerin und Hochschullehrerin
- Hillebrandt, Elisabeth (* 1886), deutsche Schriftstellerin
- Hillebrandt, Frank (* 1966), deutscher Soziologe
- Hillebrandt, Franz Anton (1719–1797), österreichischer Architekt
- Hillebrandt, Heinz-Hermann (1922–1982), deutscher Politiker (SPD), MdL
- Hillebrandt, Oskar (* 1943), deutscher Opernsänger (Bariton)
- Hillebrandt, Peter (* 1948), deutscher Fußballspieler
- Hillebrandt, Wolfgang (* 1944), deutscher Astrophysiker
- Hillebrecht, Angela, deutsche Schauspielerin
- Hillebrecht, Edor (1890–1964), deutscher Versicherungsmakler, Kunstsammler und Stifter
- Hillebrecht, Harald (1960–2024), deutscher Chemiker und Hochschullehrer
- Hillebrecht, Heinrich (1846–1918), Stadtgärtner in Düsseldorf
- Hillebrecht, Helmut (* 1912), deutscher Arbeitnehmervertreter und Politiker (DKP-DRP, S.R.P. und NAP)
- Hillebrecht, Otto (1886–1971), deutscher Politiker, MdBB
- Hillebrecht, Rainer (* 1966), deutscher Schauspieler
- Hillebrecht, Rudolf (1910–1999), deutscher Architekt und Stadtplaner, Stadtbaurat in Hannover
- Hillebrecht, Steffen (* 1965), deutscher Betriebswirtschaftler
- Hillebrecht, Werner (* 1949), deutsch-namibischer Archivar und Bibliothekar

#### Hilleg
- Hillegaart, Heinz (1911–1975), deutscher Diplomat, Mordopfer der RAF
- Hillegas, Michael (1729–1804), US-amerikanischer Politiker
- Hillegeist, Friedrich (1895–1973), Gewerkschafter und österreichischer Politiker
- Hillegeist, Hans-Heinrich (* 1935), deutscher Heimatforscher, Autor und Berufsschullehrer

#### Hillek
- Hillek, Wilhelm (1927–2009), österreichischer Oberst
- Hilleke, Dorte, Angeklagte in den Mendener Hexenprozessen
- Hilleke, Wolfgang (* 1963), deutscher Kommunalpolitiker und Bürgermeister der Stadt Attendorn

#### Hillel
- Hillel, jüdischer PatriarchHillel

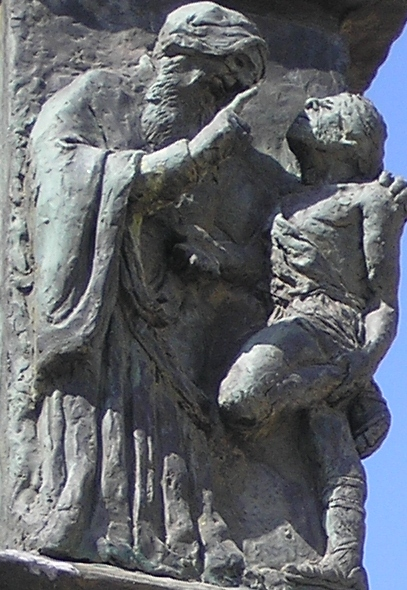
Hillel

- Hillel ben Samuel, italienisch-jüdischer Gelehrter und Arzt
- Hillel II. († 365), jüdischer Patriarch
- Hillel, Mordechai ben († 1298), deutscher Rabbiner
- Hillel, Schlomo (1923–2021), israelischer Diplomat und Politiker
- Hillel, Stéphane (* 1955), französischer Schauspieler, Regisseur und Theaterleiter
- Hillelson, Jeffrey Paul (1919–2003), US-amerikanischer Politiker

#### Hillem
- Hillemacher, Eugène Ernest (1818–1887), französischer Maler
- Hillemacher, Lucien (1860–1909), französischer Komponist
- Hillemacher, Paul (1852–1933), französischer Komponist und Pianist
- Hilleman, Maurice R. (1919–2005), US-amerikanischer Mediziner
- Hillemann, Fritz (1922–2003), deutscher Fußballspieler
- Hillemann, Larina Aylin (* 1996), deutsche Ruderin
- Hillemeier, Bernd (* 1941), deutscher Bauingenieur und Hochschullehrer

#### Hillen
- Hillen, Boris (* 1968), deutscher Schriftsteller
- Hillen, Elsemieke (* 1959), niederländische Hockeyspielerin
- Hillén, Fritjof (1893–1977), schwedischer Fußballspieler
- Hillen, Gerd (1935–2022), deutscher Germanist
- Hillen, Hans (* 1947), niederländischer Journalist und Politiker
- Hillen, Hans Jürgen (1927–2021), deutscher klassischer Philologe, Übersetzer, Herausgeber und Autor
- Hillen, Jack (* 1986), US-amerikanischer Eishockeyspieler
- Hillen, Johann Peter (1832–1911), deutscher römisch-katholischer Pfarrer
- Hillen, Michael (* 1953), deutscher Lyriker
- Hillen, Michael (* 1958), deutscher Klassischer Philologe
- Hillen, Rio (* 2003), niederländisch-brasilianischer Fußballspieler
- Hillen, Solomon (1810–1873), US-amerikanischer Politiker
- Hillen, Wolfgang (* 1945), deutscher Romanist und Bibliothekar
- Hillen, Wolfgang (1948–2010), deutscher Mikrobiologe
- Hillenberg, Ralf (* 1956), deutscher Politiker (SPD), MdA
- Hillenbrand, Carole (* 1943), britische Historikerin und Islamwissenschaftlerin
- Hillenbrand, Christoph (* 1957), bayerischer Staatsbeamter i. R., Regierungspräsident, Präsident des Bayerischen Obersten Rechnungshofs
- Hillenbrand, Eugen (* 1936), deutscher Historiker
- Hillenbrand, Ignaz († 1772), deutscher Bildhauer und Plastiker
- Hillenbrand, Joachim (* 1964), deutscher Radrennfahrer
- Hillenbrand, Karl (1881–1954), deutscher Gewerkschafter und Politiker
- Hillenbrand, Karl (1950–2014), deutscher Geistlicher, Generalvikar Bistum Würzburg
- Hillenbrand, Klaus (* 1957), deutscher Journalist
- Hillenbrand, Kurt (* 1957), deutscher Sportschütze
- Hillenbrand, Laura (* 1967), US-amerikanische Schriftstellerin
- Hillenbrand, Martin J. (1915–2005), US-amerikanischer Diplomat und Hochschullehrer
- Hillenbrand, Mike (* 1972), deutscher Autor
- Hillenbrand, Nico (* 1987), deutscher Fußballspieler
- Hillenbrand, Robert (* 1941), britischer Kunsthistoriker
- Hillenbrand, Silvia (* 1947), deutsche Politikerin (SPD), MdL
- Hillenbrand, Tom (* 1972), deutscher Journalist und Schriftsteller
- Hillenburg, Stephen (1961–2018), US-amerikanischer Zeichentrick-Regisseur und -AutorStephen Hillenburg (1961–2018)

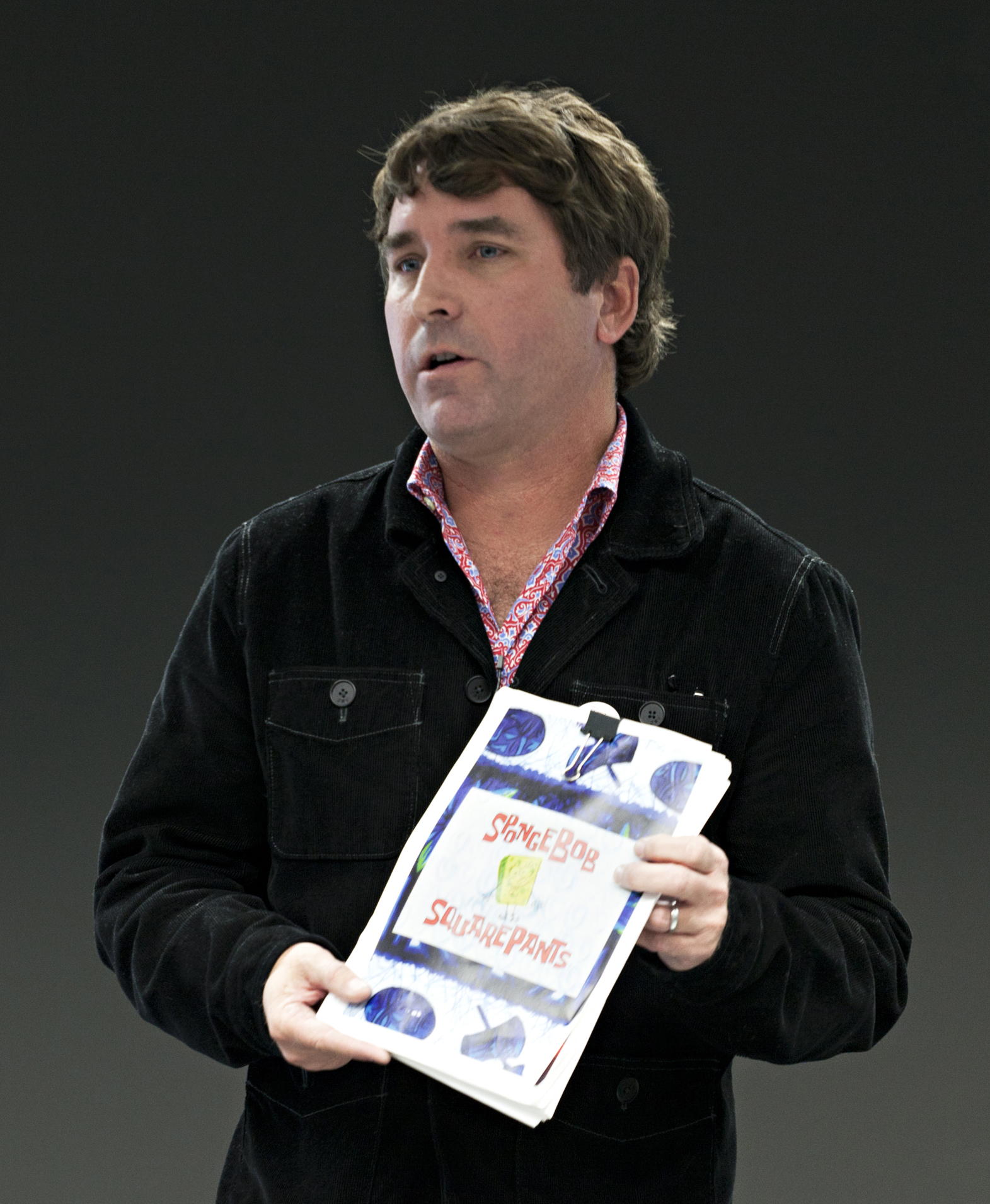
Stephen Hillenburg (1961–2018)

- Hillengass, Eugen (1930–2023), deutscher Ordensgeistlicher
- Hillengaß, Georg Adam (1828–1869), deutscher Bauer, Gelehrter und „Revolutionär“
- Hillengaß, Hedwig (1902–1970), deutsche Opernsängerin (Sopran)
- Hillenhinrichs, Theodor (1901–1990), deutscher Politiker (CDU), MdL
- Hillenius, Dick (1927–1987), niederländischer Dichter, Essayist und Herpetologe
- Hillenkamp, Franz (1936–2014), deutscher Hochschullehrer, Professor der physikalischen Chemie
- Hillenkamp, Sven (* 1971), deutscher Soziologe, Philosoph und Schriftsteller
- Hillenkamp, Thomas (* 1943), deutscher Rechtswissenschaftler
- Hillenkoetter, Roscoe H. (1897–1982), US-amerikanischer Vizeadmiral der US Navy und Direktor der CIA (1947–1950)
- Hillenkötter, Albert (1898–1965), deutscher Politiker (CDU), MdL
- Hillenkötter, Werner, deutscher Tischtennisspieler
- Hillens, Julia, deutsche Sängerin, Songwriterin, Bandleaderin und Unternehmerin

#### Hillep
- Hillepold, Michael (1884–1962), österreichischer Landwirt, Kaufmann und Politiker
- Hilleprandt, Franz von (1796–1871), Hof- und Gerichtsadvokat, Sekretär des Dommusikvereins und Mozarteums in Salzburg

#### Hiller
- Hiller von Gaertringen, August (1772–1856), preußischer General der Infanterie

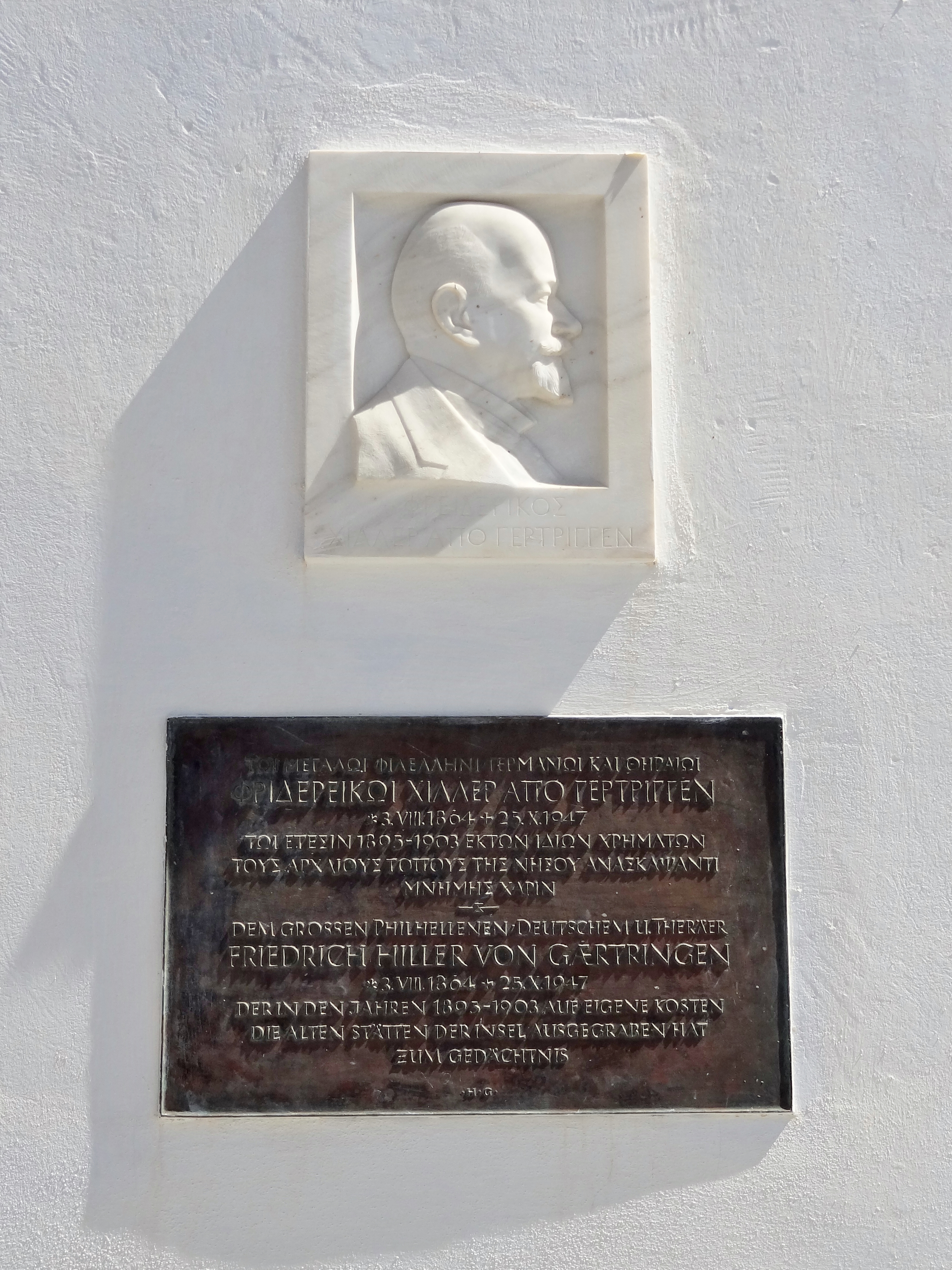
Friedrich Hiller von Gaertringen (1864–1947)

- Hiller von Gaertringen, Friedrich (1864–1947), deutscher Epigraphiker und ArchäologeFriedrich Hiller von Gaertringen (1864–1947)
- Hiller von Gaertringen, Friedrich (1923–1999), deutscher Historiker
- Hiller von Gaertringen, Johann Eberhard Rudolf (1735–1799), preußischer Generalmajor, Chef des Infanterieregiments Nr. 37
- Hiller von Gaertringen, Julia (* 1963), deutsche Bibliotheksdirektorin und Literaturwissenschaftlerin
- Hiller von Gaertringen, Rudolf (1801–1866), deutscher Gutsbesitzer und Politiker
- Hiller von Gaertringen, Rudolf (* 1961), deutscher Kunsthistoriker
- Hiller von Gaertringen, Rudolph (1771–1831), preußischer Generalmajor
- Hiller von Gaertringen, Wilhelm (1809–1866), preußischer Generalleutnant
- Hiller, Alfred (1903–1934), deutscher Politiker (KPD), MdL Preußen
- Hiller, Anton (1893–1985), deutscher Bildhauer und Maler
- Hiller, Armin (* 1938), deutscher Diplomat
- Hiller, Arnold (1847–1919), deutscher Sanitätsoffizier und Bakteriologe
- Hiller, Arthur (1878–1949), deutscher Arzt und Sanitätsoffizier
- Hiller, Arthur (1881–1941), deutscher Fußballspieler
- Hiller, Arthur (1923–2016), kanadischer FilmregisseurArthur Hiller (1923–2016)

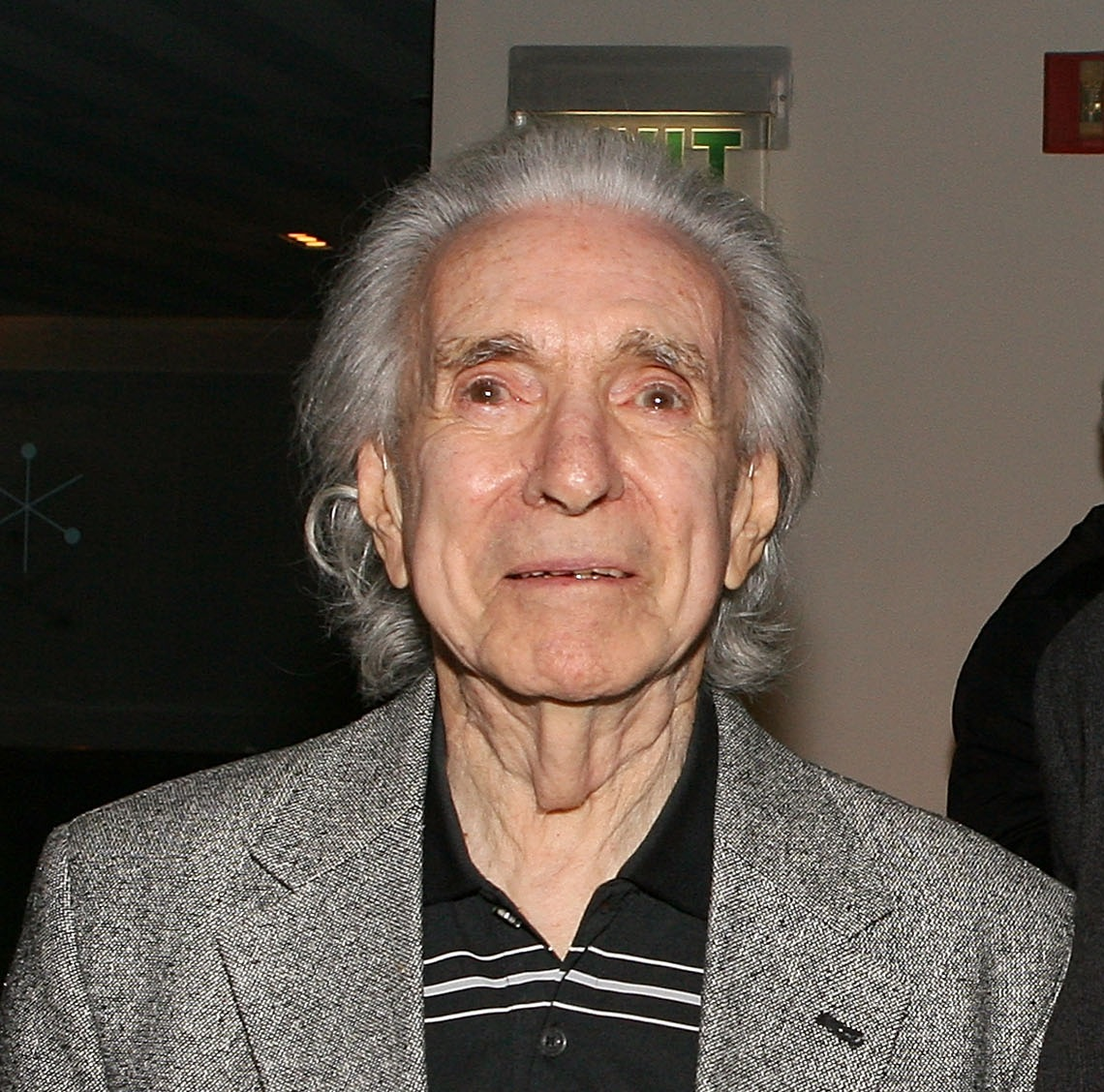
Arthur Hiller (1923–2016)

- Hiller, Axel (* 1989), österreichischer Musikwissenschaftler und Kulturmanager
- Hiller, Bernd (* 1942), deutscher Eishockeyspieler und -trainer
- Hiller, Christian (1880–1951), österreichischer Geistlicher und Politiker (CS), Landtagsabgeordneter zum Vorarlberger Landtag
- Hiller, Detlef (* 1964), deutscher Theologe, Politologe, Pädagoge und Professor für Internationale Soziale Arbeit
- Hiller, Dietmar (* 1958), deutscher Organist, Dramaturg, Musikwissenschaftler und Hochschuldozent
- Hiller, Eduard (1818–1902), deutscher Dialektdichter
- Hiller, Eduard (1844–1891), deutscher klassischer Philologe
- Hiller, Emilie (1871–1943), württembergische Politikerin (SPD), MdL 1920–1933
- Hiller, Ernst (1928–2008), deutscher Motorradrennfahrer
- Hiller, Eva (* 1950), deutsche Regisseurin, Drehbuchautorin und Produzentin
- Hiller, Ferdinand von (1811–1885), deutscher KomponistFerdinand von Hiller (1811–1885)

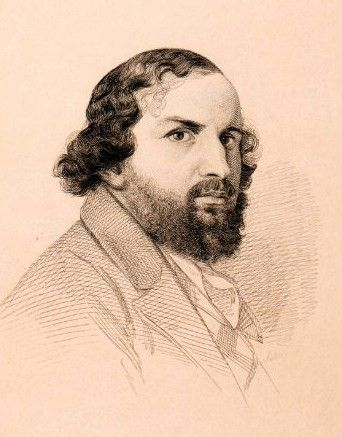
Ferdinand von Hiller (1811–1885)

- Hiller, Franz (* 1948), österreichischer Politiker (ÖVP), Landtagsabgeordneter
- Hiller, Franz (* 1950), deutscher Fußballspieler
- Hiller, Friedrich (1861–1947), deutscher Schriftsteller und Pfarrer
- Hiller, Friedrich (1891–1953), deutscher Neurologe
- Hiller, Friedrich (1926–2019), deutscher Klassischer Archäologe
- Hiller, Friedrich Adam (1767–1812), deutscher Dirigent, Komponist, Sänger und Violinist
- Hiller, Friedrich Konrad (1651–1726), deutscher evangelischer Jurist und Kirchenlieddichter
- Hiller, Fritz von (1844–1918), württembergischer General der Infanterie
- Hiller, Gabi (* 1985), österreichische Radiomoderatorin und Radio-Programmgestalterin bei Hitradio Ö3Gabi Hiller (* 1985)

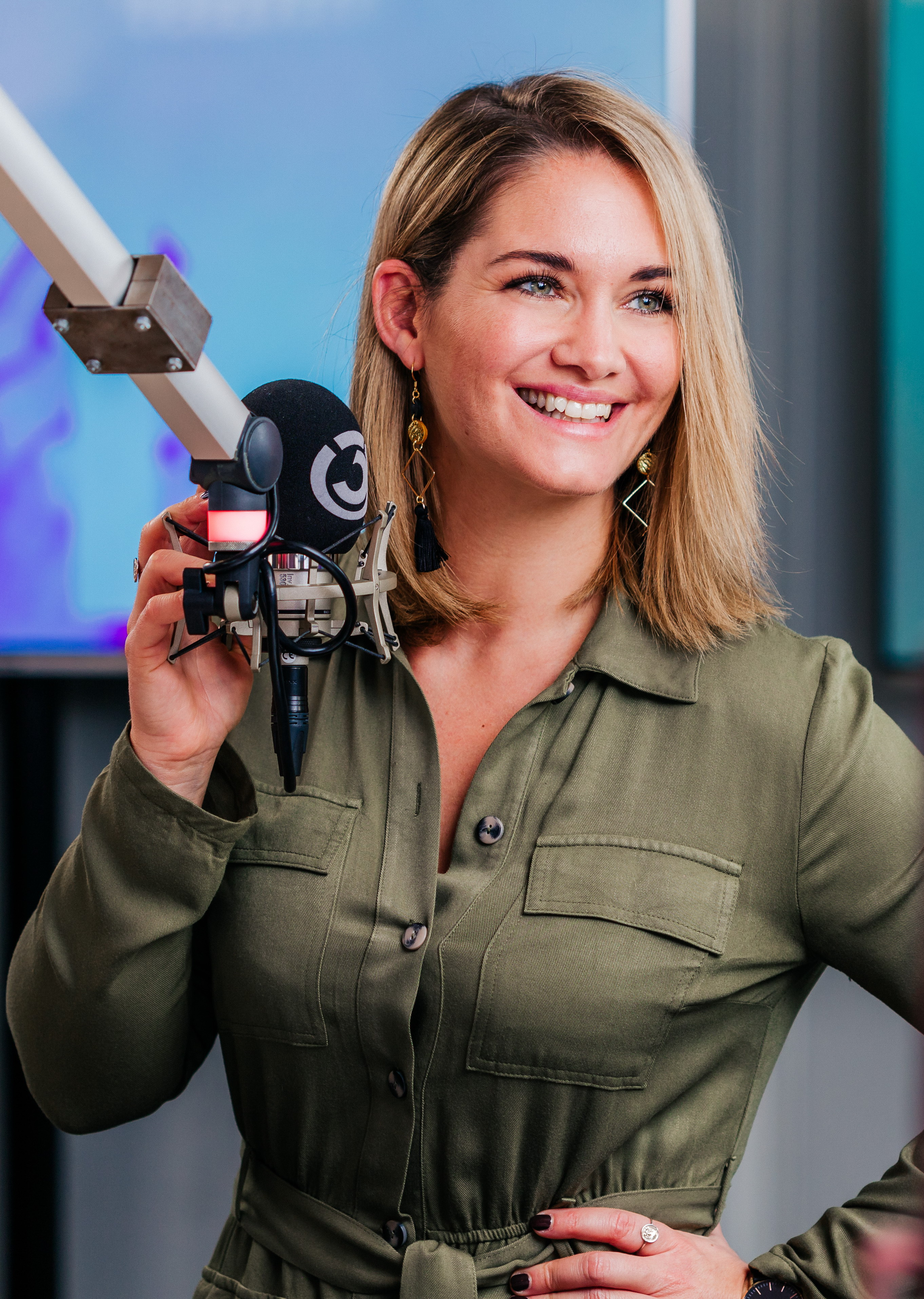
Gabi Hiller (* 1985)

- Hiller, Gabriele (* 1959), deutsche Politikerin (Die Linke), MdA
- Hiller, Georg (1874–1960), deutscher Unternehmer und Sachbuchautor, Pionier der Reformbewegung
- Hiller, Georg (1908–1985), deutscher Unternehmer, Gastronom und Funktionär des Vegetarismus
- Hiller, Georg (* 1946), deutscher Kommunalpolitiker und Sachbuchautor
- Hiller, Gotthilf (* 1944), deutscher Pädagoge
- Hiller, Gottlieb (1778–1826), deutscher Tagelöhner und Schriftsteller
- Hiller, Guido (* 1964), deutscher Eishockeyspieler
- Hiller, Gundula Gwenn, deutsche Beratungswissenschaftlerin und Hochschullehrerin
- Hiller, Gustav (1863–1913), deutscher Konstrukteur und Unternehmer
- Hiller, Hannes (* 1971), deutscher Medienmanager
- Hiller, Heinrich (1633–1719), Schweizer Politiker und Bürgermeister von St. Gallen
- Hiller, Heinrich (1846–1912), deutscher Landschafts- und Marinemaler
- Hiller, Hermann (1867–1931), deutscher Politiker
- Hiller, Hermann (* 1890), deutscher Lehrer, Heimatforscher, Ortschronist und Archivpfleger im preußischen Kreis Sangerhausen
- Hiller, Holger (* 1956), deutscher Musiker
- Hiller, Immanuel von (1843–1919), württembergischer Generalleutnant
- Hiller, István (* 1964), ungarischer Politiker, Mitglied des Parlaments und Historiker
- Hiller, James (* 1985), deutscher Schriftsteller
- Hiller, Jeferson (* 1998), deutscher Basketballspieler brasilianischer Abstammung
- Hiller, Jim (* 1969), kanadischer Eishockeyspieler und -trainer
- Hiller, Jo (* 1974), deutscher Moderator, Reporter und Synchronsprecher
- Hiller, Joachim (* 1933), deutscher Künstler
- Hiller, Johann Adam (1728–1804), deutscher Komponist, Musikschriftsteller und KapellmeisterJohann Adam Hiller (1728–1804)

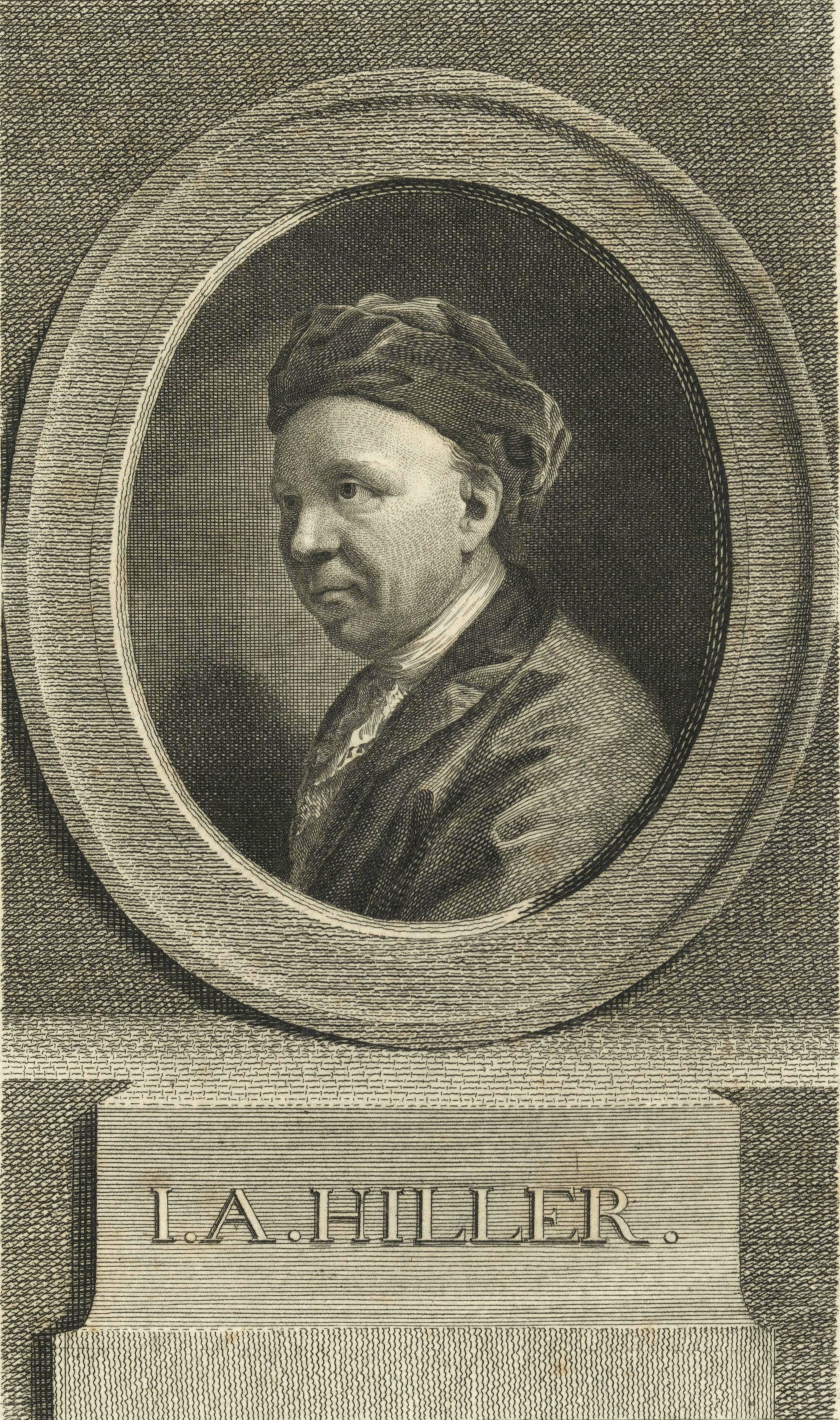
Johann Adam Hiller (1728–1804)

- Hiller, Johann Friedrich (1718–1790), deutscher Pädagoge, Rhetoriker und Philosoph
- Hiller, Johann Friedrich von (1723–1803), kursächsischer General der Infanterie
- Hiller, Johann von († 1819), österreichischer General und Kommandeur des Maria-Theresia-Ordens
- Hiller, Johannes-Erich (1911–1972), deutscher Mineraloge, Kristallograph sowie Hochschullehrer
- Hiller, Jonas (* 1982), Schweizer Eishockeyspieler
- Hiller, Julia (* 1987), deutsche Leichtathletin
- Hiller, Karl (1846–1905), deutscher Strafrechtler; Hochschullehrer in Czernowitz und Graz
- Hiller, Karl August (1852–1901), Schweizer Architekt
- Hiller, Karol (1891–1939), polnischer Maler, Grafiker und Lichtbildner
- Hiller, Katja (* 1974), deutsche Schauspielerin und Synchronsprecherin
- Hiller, Katrin (* 1973), deutsche Regisseurin und Produktionsleiterin
- Hiller, Klaus (* 1951), deutscher Polizist und Direktor des Landeskriminalamts Baden-Württemberg
- Hiller, Kurt (1885–1972), deutscher Schriftsteller und Publizist
- Hiller, Lejaren (1880–1969), US-amerikanischer Fotograf und Illustrator
- Hiller, Lejaren (1924–1994), US-amerikanischer Komponist, Musiktheoretiker und Chemiker
- Hiller, Marco (* 1997), deutscher FußballspielerMarco Hiller (* 1997)

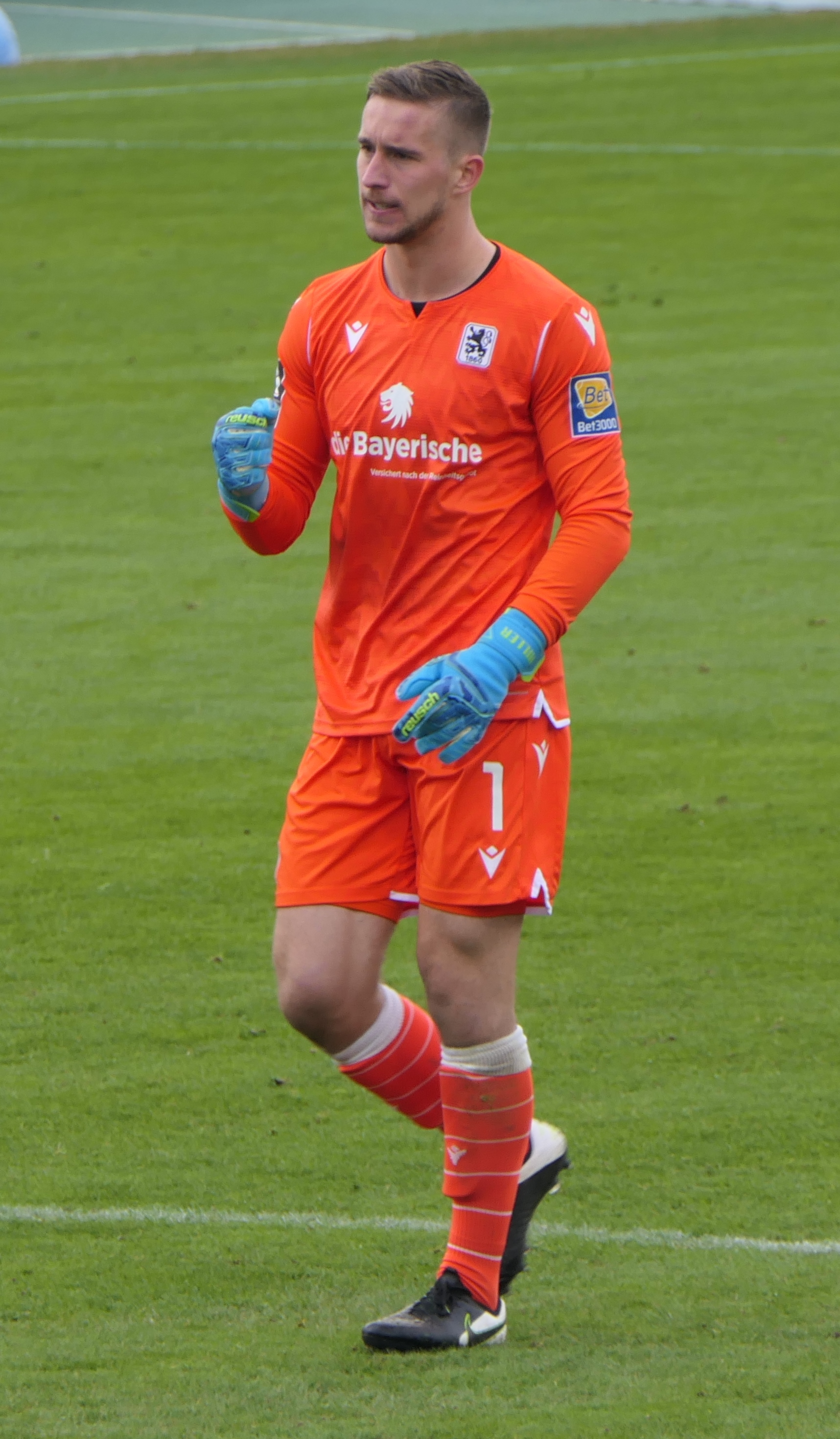
Marco Hiller (* 1997)

- Hiller, Marius (1892–1964), deutscher Fußballspieler
- Hiller, Martin (* 2000), deutscher Kanute
- Hiller, Matthaeus (1646–1725), deutscher evangelischer Theologe, Hochschullehrer und Abt
- Hiller, Matthias (* 1985), deutscher Politiker (CDU)
- Hiller, Max (1889–1948), deutscher Theater- und Filmschauspieler
- Hiller, Philipp Friedrich (1699–1769), deutscher Pfarrer und Kirchenlieddichter
- Hiller, Reinhold (1949–2025), deutscher Politiker (SPD), MdB
- Hiller, Rita, deutsche Filmeditorin
- Hiller, Rolf, schwedischer Radrennfahrer
- Hiller, Romy (* 1981), deutsche Journalistin und Nachrichtensprecherin
- Hiller, Rudolf (1894–1972), deutscher Maschinenbauingenieur, Unternehmer und Erfinder
- Hiller, Sebastian (* 1976), deutsch-schweizerischer Strukturbiologe und Biophysiker
- Hiller, Silvester (1592–1663), Schweizer Bürgermeister und Mediziner
- Hiller, Stefan (* 1942), österreichischer Klassischer Archäologe
- Hiller, Susan (1940–2019), US-amerikanische Künstlerin
- Hiller, Susanne (* 1979), deutsche Bühnen- und Kostümbildnerin
- Hiller, Theodor (1886–1951), deutscher Maler und Architekt
- Hiller, Tobias (1966–2010), deutscher Chorleiter, Hochschullehrer und Komponist
- Hiller, Ulrike (* 1965), deutsche Politikerin (SPD)Ulrike Hiller (* 1965)

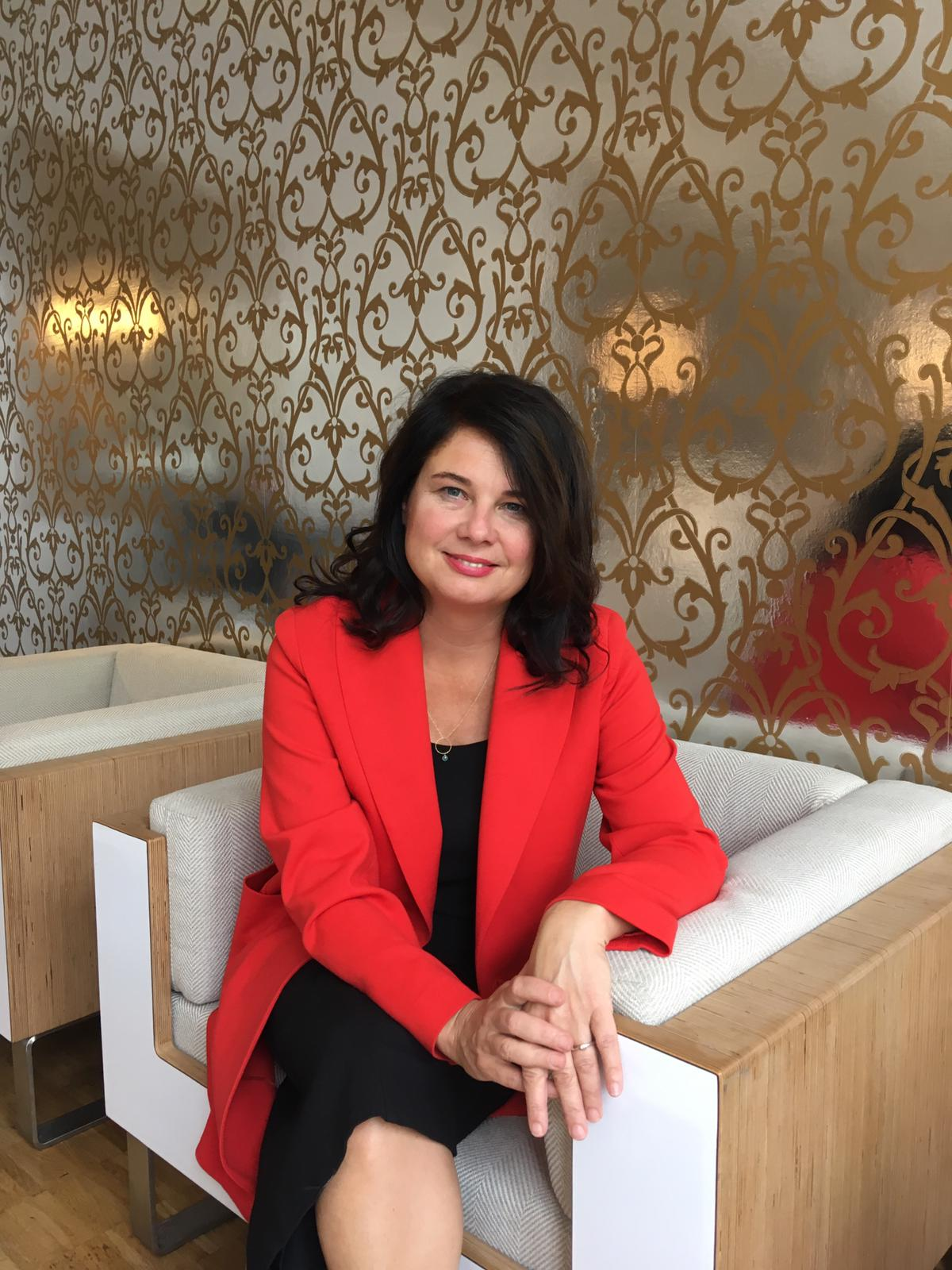
Ulrike Hiller (* 1965)

- Hiller, Walter (* 1932), deutscher Politiker (SPD), niedersächsischer Sozialminister (1990–1996)
- Hiller, Wendy (1912–2003), britische SchauspielerinWendy Hiller (1912–2003)

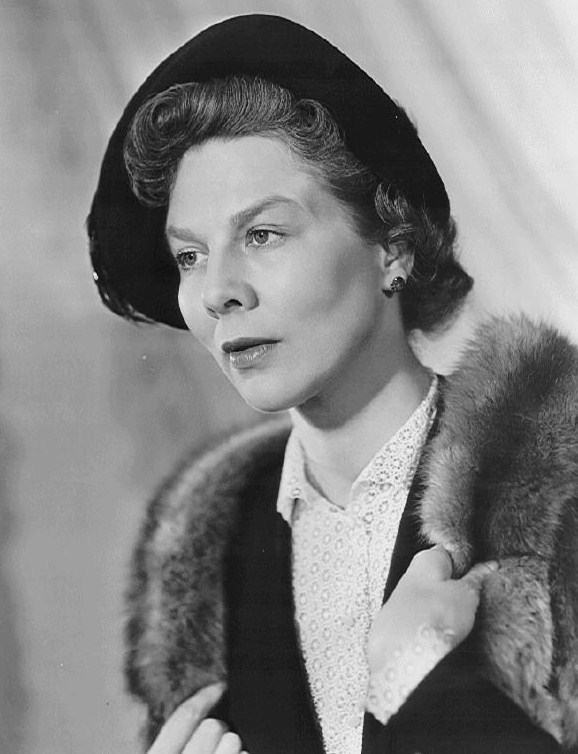
Wendy Hiller (1912–2003)

- Hiller, Wilfried (* 1941), deutscher Komponist
- Hiller, Wilhelm (1879–1953), deutscher Fußballspieler
- Hiller, Wilhelm (1899–1980), deutscher Geophysiker, Seismologe sowie Hochschullehrer
- Hiller, Wilhelm von (1806–1898), preußischer Generalleutnant
- Hiller-Ewers, Karin (* 1952), deutsche Politikerin (SPD), MdA
- Hiller-Foell, Maria (1880–1943), deutsch-russische Malerin
- Hiller-Ohm, Gabriele (* 1953), deutsche Politikerin (SPD), MdB
- Hillerbrand, Hans Joachim (1931–2020), deutscher Historiker
- Hillerbrand, Josef (1892–1981), deutscher Innenarchitekt, Textildesigner und Hochschullehrer
- Hillerbrand, Rafaela (* 1976), deutsche Physikerin und Philosophin im Fach Angewandte Technikethik
- Hillerich, Imma (* 1954), deutsche Lehrerin, Beamtin und Politikerin (Die Grünen), MdB
- Hillerich, Rupert (1913–1969), US-amerikanischer römisch-katholischer Ordensgeistlicher, Apostolischer Präfekt von Solwezi
- Hillerman, John (1932–2017), US-amerikanischer Schauspieler
- Hillerman, Tony (1925–2008), US-amerikanischer Krimi-Schriftsteller
- Hillermann, Ewald (1906–2003), deutscher Schriftsteller
- Hillermeier, Karl (1922–2011), deutscher Jurist, Verwaltungsbeamter und Politiker (CSU), MdL, bayerischer Staatsminister
- Hillern, Bertha von (1857–1939), deutschamerikanische Landschaftsmalerin und Leichtathletin
- Hillern, Hermann von (1817–1882), Hofgerichtsdirektor und Landesgerichtspräsident unter Karl Ludwig Friedrich
- Hillern, Wilhelmine von (1836–1916), deutsche Schriftstellerin
- Hillern-Flinsch, Wilhelm von (1884–1986), deutscher Maler
- Hillerns, Hero Diedrich (1807–1885), deutscher Architekt und Oberbaurat im Großherzogtum Oldenburg
- Hillers, Hans Wolfgang (1901–1952), deutscher Schriftsteller
- Hillers, Marta (1911–2001), deutsche AutorinMarta Hillers (1911–2001)

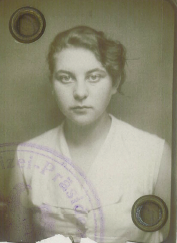
Marta Hillers (1911–2001)

- Hillerson, Blake (* 1983), US-amerikanischer Biathlet und Skilangläufer
- Hillert, Karl (1927–2004), deutscher Bildhauer, Maler, Grafiker und Hochschullehrer
- Hillert, Walther (1893–1960), deutscher Generalmajor im Zweiten Weltkrieg
- Hillery, Art (1925–2011), US-amerikanischer Jazzpianist, Organist und Komponist
- Hillery, Brian (1937–2021), irischer Politiker
- Hillery, Maeve (1924–2015), irische Anästhesistin, Ehefrau von Patrick Hillery und damit First Lady von Irland (1976–1990)
- Hillery, Patrick (1923–2008), irischer Politiker, Minister und Präsident

#### Hilles
- Hillesheim, Aloys Friedrich Wilhelm von (1756–1818), deutscher Ökonom und Publizist
- Hillesheim, Christina (* 1982), deutsche Influencerin und Sachbuch-Autorin
- Hillesheim, Eva (* 1951), deutsche Judoka
- Hillesheim, Franz Wilhelm Caspar von (1673–1748), kurpfälzischer Minister und Regierungspräsident
- Hillesheim, Friedbert (* 1947), deutscher Fußballspieler
- Hillesheim, Jakob von († 1510), deutscher Abt
- Hillesheim, Jürgen (* 1961), deutscher Literaturwissenschaftler
- Hillesheim, Karoline (* 1974), deutsche Literaturwissenschaftlerin und Lehrbeauftragte der Otto-Friedrich-Universität Bamberg
- Hillesheim, Ludwig (1514–1575), deutscher Humanist und Bürgermeister
- Hillesheim, Silke (* 1966), deutsche Journalistin
- Hillesheim, Wilhelm (1889–1976), deutscher Zimmermann und Kommunalpolitiker (CDU)
- Hillesheim, Wilhelm von († 1542), deutscher Zisterzienserabt
- Hilleström, Pehr (1732–1816), schwedischer Maler
- Hillesum, Etty (1914–1943), niederländische jüdische Juristin und TagebuchautorinEtty Hillesum (1914–1943)

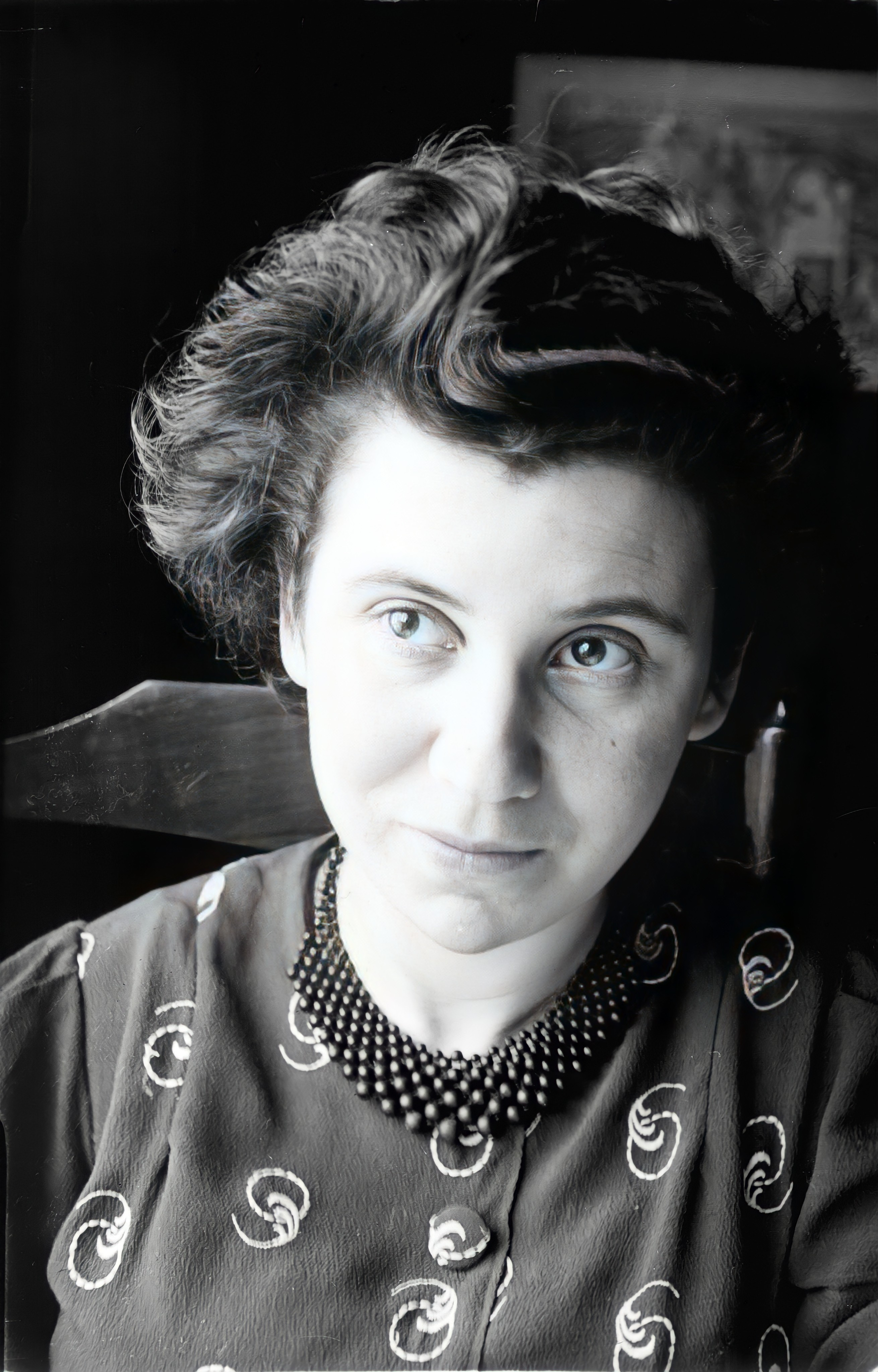
Etty Hillesum (1914–1943)

#### Hillev
- Hilleveld, Adrianus David (1838–1877), niederländischer Marinemaler

#### Hilley
- Hilley, Hugh (1899–1987), schottischer Fußballspieler

### Hillg
- Hillgarth, Alan Hugh (1899–1978), britischer Konsul auf den Balearen
- Hillgärtner, Georg (1822–1865), bayerischer Revolutionär und US-amerikanischer Journalist
- Hillgärtner, Philipp (1905–1987), deutscher Polizeibeamter und SS-Funktionär
- Hillgenberg, Egon (1883–1963), deutscher Lehrer und Schriftsteller
- Hillger, Hans (1567–1640), sächsischer Glocken- und Büchsengießer, Dresdner Bürgermeister
- Hillger, Hermann (1865–1945), deutscher Verleger, Unternehmer und Landtagsabgeordneter (Deutschnationale Volkspartei)
- Hillgruber, Andreas (1925–1989), deutscher Historiker
- Hillgruber, Christian (* 1963), deutscher Rechtswissenschaftler und Rechtsphilosoph
- Hillgruber, Michael (* 1961), deutscher Altphilologe

### Hillh
- Hillhouse, Alex (1907–1983), australischer Langstrecken- und Hindernisläufer
- Hillhouse, Brenda (* 1953), US-amerikanische Filmschauspielerin
- Hillhouse, James (1754–1832), US-amerikanischer Politiker
- Hillhouse, Thomas (1817–1897), US-amerikanischer Farmer, Bankier und Politiker

### Hilli
- Hillī, al-ʿAllāma al- (1250–1325), schiitischer Theologe
- Hilliam, Bentley Collingwood (1890–1968), englischer Sänger, Songwriter, Komponist und Schauspieler
- Hilliard, Anthony (* 1986), US-amerikanischer Basketballspieler
- Hilliard, Benjamin C. (1868–1951), US-amerikanischer Jurist und Politiker
- Hilliard, Colm (1936–2002), irischer Politiker (Fianna Fáil)
- Hilliard, Earl F. (* 1942), US-amerikanischer Rechtsanwalt und Politiker
- Hilliard, Harriet (1909–1994), US-amerikanische Sängerin und Schauspielerin
- Hilliard, Henry Washington (1808–1892), US-amerikanischer Jurist und Politiker
- Hilliard, John (* 1945), britischer Konzeptkünstler und konkreter Fotograf
- Hilliard, Julian (* 2011), amerikanischer KinderdarstellerJulian Hilliard (* 2011)

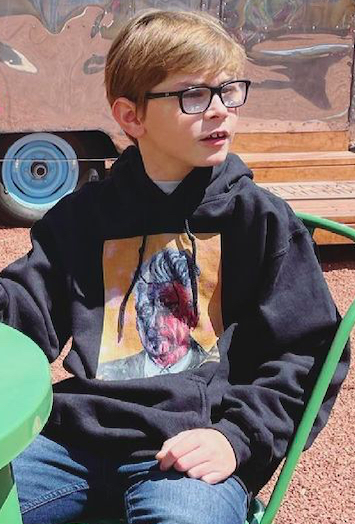
Julian Hilliard (* 2011)

- Hilliard, Michael (1903–1982), irischer Politiker (Fianna Fáil)
- Hilliard, Nicholas († 1619), englischer Miniaturenmaler und Siegelschneider
- Hilliard, Olive Mary (1925–2022), südafrikanische Botanikerin und Taxonomin
- Hilliard, Robert (1904–1937), irischer Boxer, Priester der Church of Ireland, Journalist und Freiwilliger im spanischen Bürgerkrieg
- Hillich, Gerhard (1944–2000), deutscher Maler und Grafiker
- Hillier, Barry (1936–2016), englischer Fußballspieler
- Hillier, Bevis (* 1940), britischer Kunsthistoriker, Autor und Journalist
- Hillier, David (* 1969), englischer Fußballspieler
- Hillier, Erwin (1911–2005), deutsch-britischer Kameramann
- Hillier, George Lacy (1856–1941), britischer Radrennfahrer und Autor
- Hillier, Jakob (1848–1918), rumäniendeutscher Kirchenmusiker, Komponist und Musikpädagoge
- Hillier, James (1915–2007), kanadischer Wissenschaftler und Erfinder
- Hillier, John (* 1944), britischer Diskuswerfer
- Hillier, Paul (* 1949), britischer Dirigent, Musikdirektor und Sänger (Bariton)
- Hillier, Randy (* 1960), kanadischer Eishockeyspieler und -trainer
- Hillier, Rick (* 1955), kanadischer General und Chef des kanadischen Generalstabes
- Hillier, Stanley (1899–1972), englischer Fußballspieler und -trainer
- Hillier, Stephen (* 1962), britischer Air Chief Marshal
- Hillier-Fry, Norman (1923–2015), britischer Diplomat
- Hillig, Curt (1865–1939), deutscher Jurist
- Hillig, Hans-Peter (1934–2021), deutscher Rechtsanwalt
- Hilligardt, Jan (* 1970), deutscher Hochschullehrer und Politiker (SPD)
- Hilligen, Wolfgang (1916–2003), deutscher Politikdidaktiker
- Hilliger, Gero (* 1943), deutscher Zeichner und Agent des MfS
- Hilliger, Hermann (1806–1872), deutscher evangelischer Pfarrer und Autor
- Hilliger, Johann Wilhelm (1643–1705), deutscher evangelischer Theologe
- Hilliger, Johann Zacharias (1693–1770), deutscher lutherischer Theologe
- Hilliger, Julius Benno (1863–1944), deutscher Historiker und Bibliothekar
- Hilliger, Martin (1484–1544), deutscher Glockengießer
- Hilliger, Olaf (* 1962), deutscher Schauspieler, Regisseur, Komponist und Musiker
- Hilliger, Oswald († 1517), deutscher Glockengießer
- Hilliger, Oswald (1518–1546), deutscher Geschütz- und Glockengießer
- Hilliger, Oswald (1583–1619), deutscher Rechtswissenschaftler
- Hilliger, Sara (* 1972), deutsche Schauspielerin
- Hilliger, Wolfgang (1511–1576), deutscher Geschütz- und Glockengießer
- Hilliges, Gunther (* 1940), deutscher Politiker und Friedensaktivist
- Hilligloh, Dirk (* 1965), deutscher Fußballspieler
- Hilligoss, Candace (* 1935), US-amerikanische Schauspielerin
- Hillilä, Kaarlo (1902–1965), finnischer Politiker, Minister
- Hillin von Falmagne († 1169), Erzbischof von Trier (1152–1169)
- Hilling, Anja (* 1975), deutsche TheaterautorinAnja Hilling (* 1975)

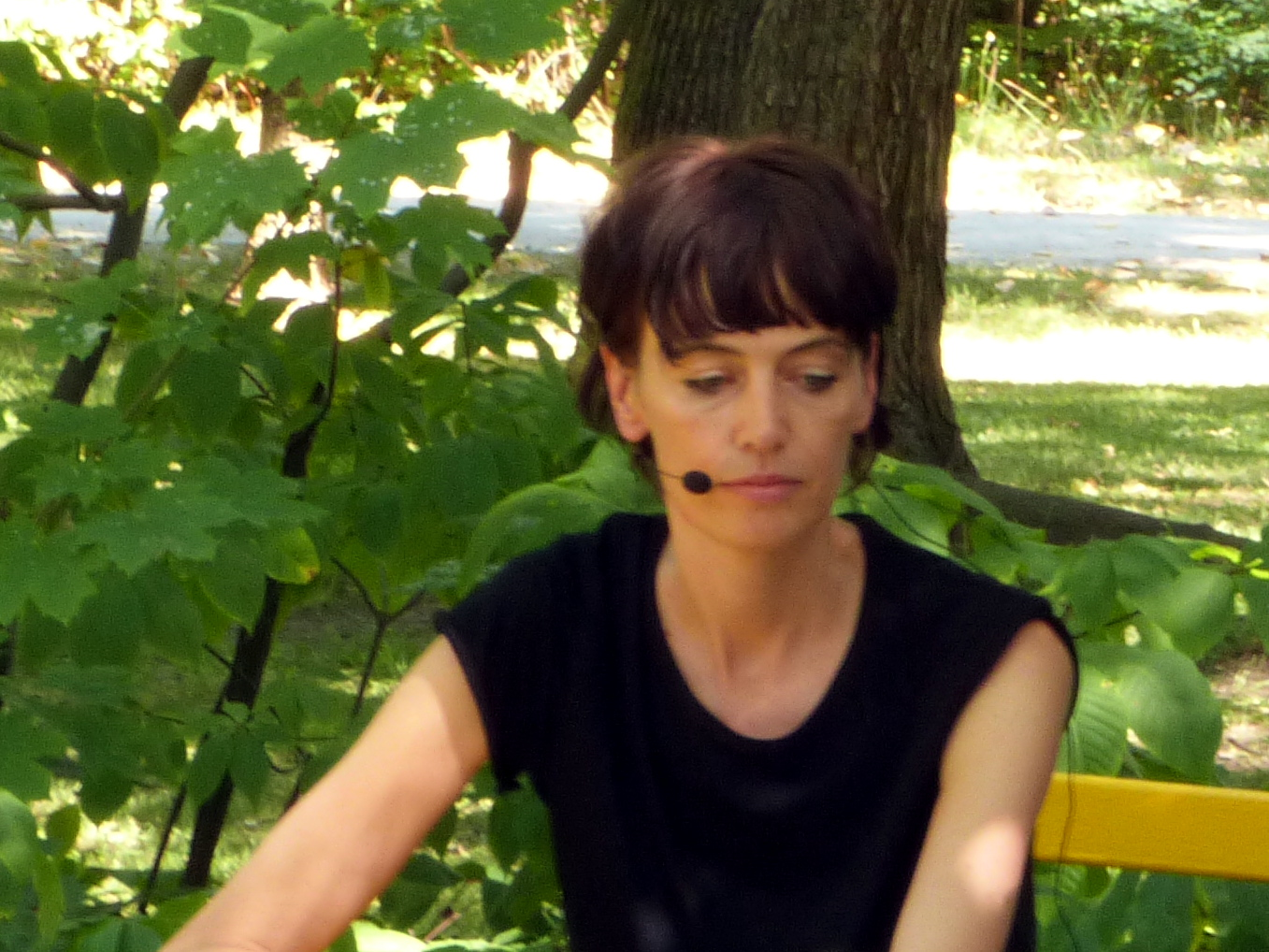
Anja Hilling (* 1975)

- Hilling, Jacques (1922–1975), französischer Schauspieler und Synchronsprecher
- Hilling, Nikolaus (1871–1960), deutscher Kirchenrechtler
- Hillinger, Emmeran (* 1889), deutscher Radrennfahrer
- Hillinger, Franz (1895–1973), Architekt des Neuen Bauens
- Hillinger, Franz (1921–1991), österreichischer Politiker (SPÖ), Bürgermeister von Linz
- Hillinger, Karl von (1828–1906), österreichischer Landwirt und Politiker, Landtagsabgeordneter
- Hillinger, Raymond Peter (1904–1971), US-amerikanischer Geistlicher, Bischof von Rockford und Weihbischof in Chicago
- Hillingford, Robert Alexander (1828–1904), britischer Maler der Düsseldorfer Schule
- Hillingh, Adolf Wilhelm (1807–1878), deutscher Verwaltungsbeamter und Politiker
- Hillingh, Johann Conrad (1805–1862), deutscher Politiker
- Hillings, Patrick J. (1923–1994), US-amerikanischer Politiker
- Hillingsø, Ellen (* 1967), dänische Schauspielerin, Synchronsprecherin und Hörbucherzählerin
- Hillion-Guillemin, Hélène (* 1969), französische Fußballspielerin
- Hillis, Ali (* 1978), US-amerikanische Schauspielerin
- Hillis, David (1785–1845), US-amerikanischer Politiker
- Hillis, Elwood (1926–2023), US-amerikanischer Politiker
- Hillis, Marjorie (1889–1971), US-amerikanische Autorin
- Hillis, Rib (* 1970), US-amerikanischer Schauspieler, Model und Filmproduzent
- Hillis, W. Daniel (* 1956), US-amerikanischer ComputeringenieurW. Daniel Hillis (* 1956)

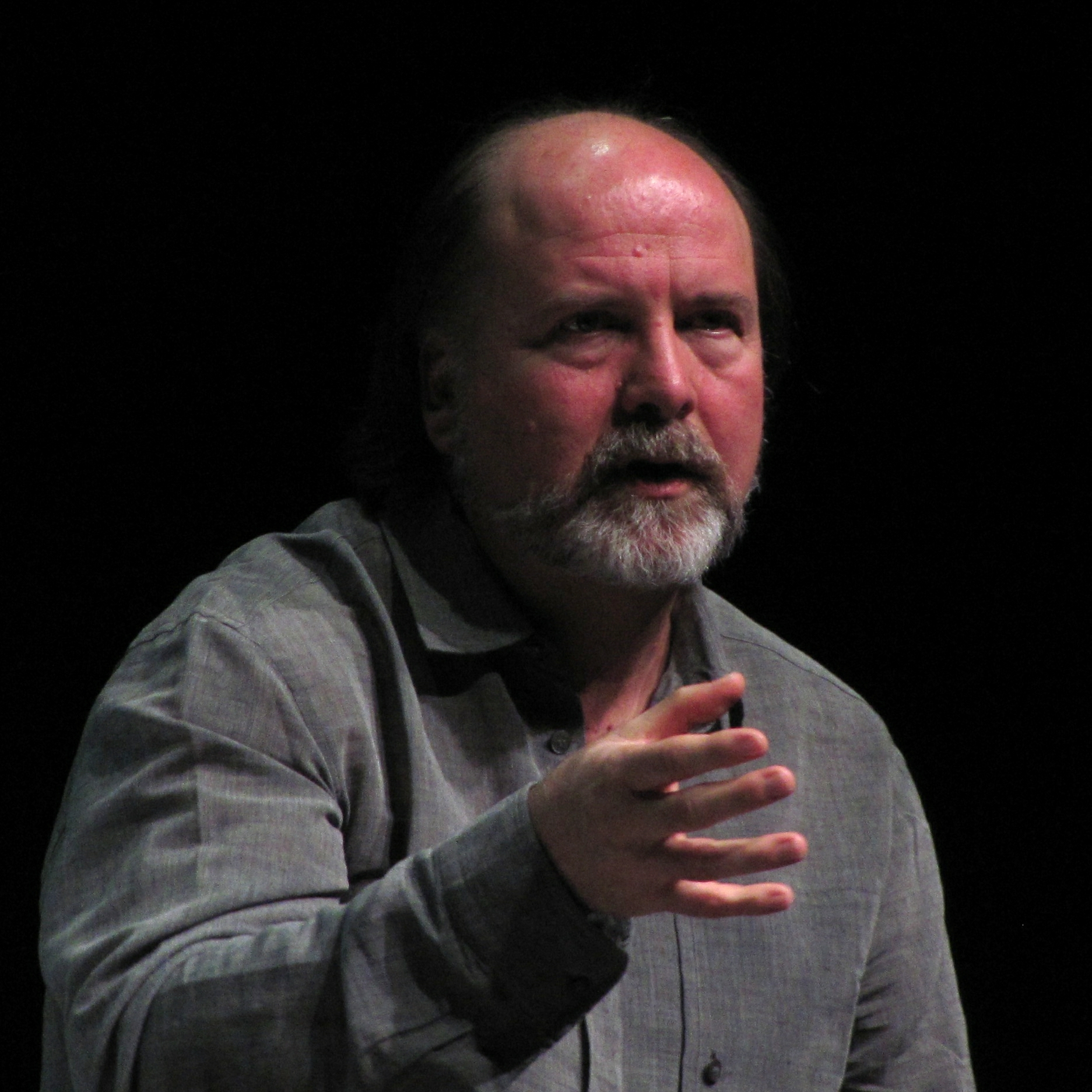
W. Daniel Hillis (* 1956)

### Hillj
- Hillje, Jens (* 1968), deutscher Dramaturg, Ko-Intendant
- Hillje, Johannes (* 1985), deutscher Politikberater und Autor

### Hillm
- Hillman, Chris (* 1944), US-amerikanischer Musiker, Wegbereiter des Country-Rocks
- Hillman, David Zwi (1925–2010), Rabbiner
- Hillman, Elizabeth, britische Physikerin und Bioingenieurin
- Hillman, Harry (1881–1945), US-amerikanischer Leichtathlet
- Hillman, Henry (1918–2017), US-amerikanischer Unternehmer und Philanthrop
- Hillman, James (1926–2011), US-amerikanischer analytischer Psychologe und BuchautorJames Hillman (1926–2011)

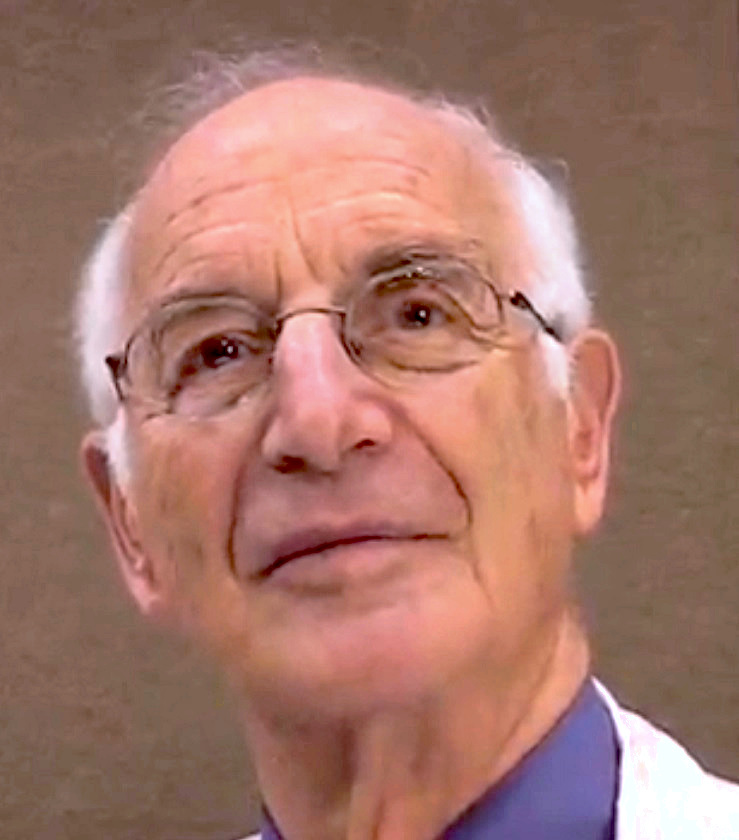
James Hillman (1926–2011)

- Hillman, Jared (* 1981), US-amerikanischer Schauspieler, Regisseur und Drehbuchautor
- Hillman, Jennifer A. (* 1957), amerikanische Juristin, Hochschullehrerin, Mitglied im Appellate Body der Welthandelsorganisation
- Hillman, Larry (1937–2022), kanadischer Eishockeyspieler, -trainer und -funktionär
- Hillman, Laura (1923–2020), amerikanisch-deutsche Holocaust-Überlebende
- Hillman, Roger (* 1946), australischer Germanist und Filmwissenschaftler
- Hillman, Ronnie (1991–2022), US-amerikanischer Footballspieler
- Hillman, Stanley E. G. (1911–1995), britisch-amerikanischer Geschäftsmann und Manager
- Hillman, Wayne (1938–1990), kanadischer Eishockeyspieler
- Hillmann, Adolf (1816–1880), deutscher Rittergutsbesitzer und Politiker (DFP), MdR
- Hillmann, Bernd (* 1943), deutscher Politiker (CDU der DDR)
- Hillmann, Bruno (1869–1928), deutscher Uhrmacher und Fachautor
- Hillmann, Carl (1841–1897), deutscher sozialdemokratischer Journalist und Autor
- Hillmann, Christoph (* 1964), deutscher Jazzschlagzeuger und Perkussionist
- Hillmann, Dorothea (1893–1973), deutsche Gymnasiallehrerin, Akteurin des Neuen Frankfurts, Schulleiterin, Kommunalpolitikerin
- Hillmann, Felicitas (* 1964), deutsche Geografin und Migrationsforscherin
- Hillmann, Franz (1859–1926), deutscher Politiker (DDP)
- Hillmann, Franz (1881–1954), deutscher Lehrer und Schriftsteller
- Hillmann, Günther (1919–1976), deutscher Biochemiker
- Hillmann, Günther (* 1922), deutscher Soziologe
- Hillmann, Hal C. (1910–1990), deutsch-britischer Nationalökonom
- Hillmann, Hans Georg (1925–2014), deutscher Grafiker
- Hillmann, Heinz (1934–2025), deutscher GermanistHeinz Hillmann (1934–2025)

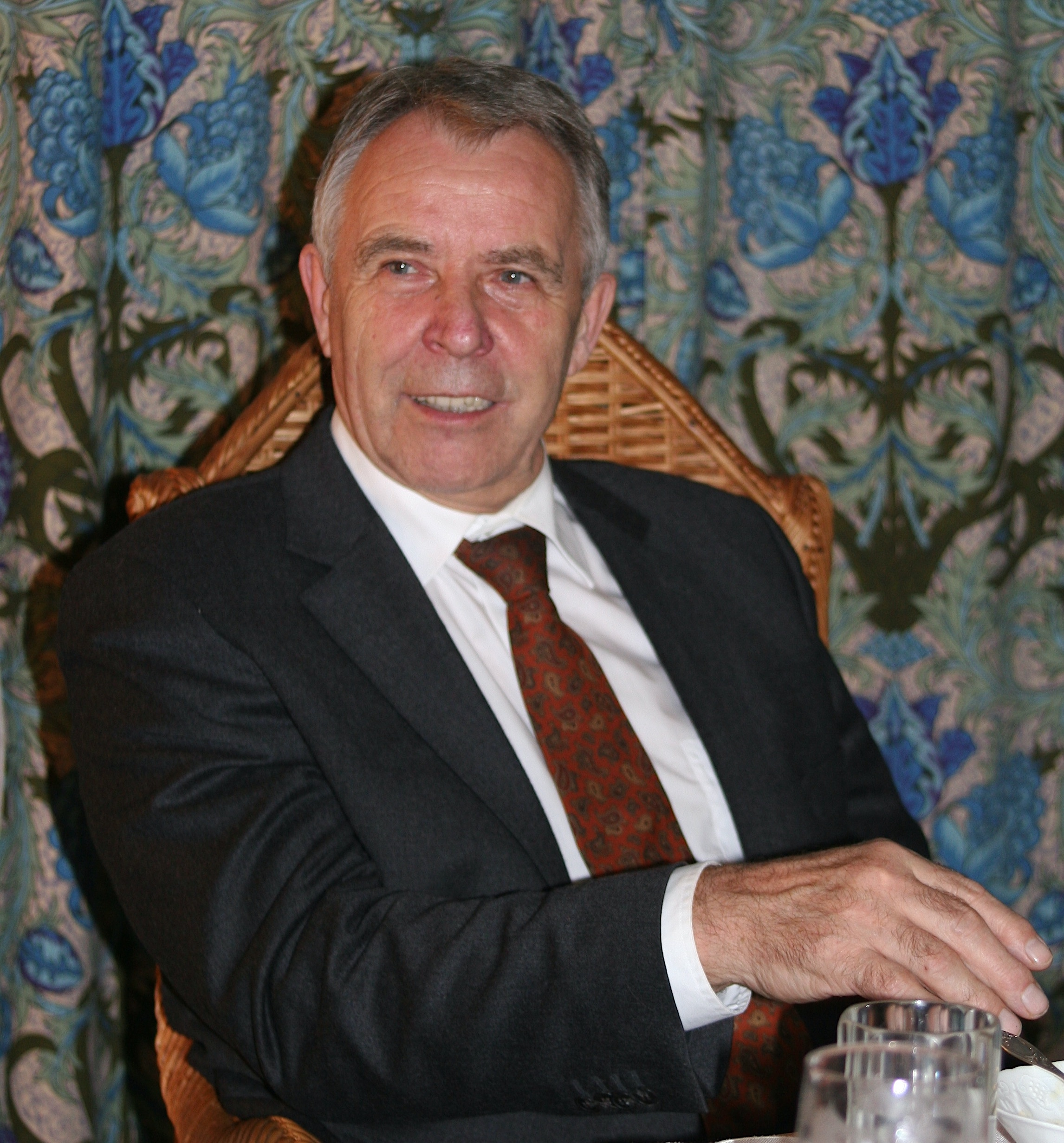
Heinz Hillmann (1934–2025)

- Hillmann, Hugo (1823–1898), deutscher sozialdemokratischer Politiker
- Hillmann, Jörg (1963–2023), deutscher Marineoffizier und Militärhistoriker
- Hillmann, Karl-Heinz (1938–2007), deutscher Soziologe
- Hillmann, Kristina (* 1991), deutsche Hockeyspielerin
- Hillmann, Lennart (* 1995), deutscher Schauspieler
- Hillmann, Ludwig (1892–1977), deutscher Jurist und Politiker (BDV)
- Hillmann, Lutz (* 1959), deutscher Theaterschauspieler, -regisseur und -intendant
- Hillmann, Paul (1867–1937), deutscher Agrarwissenschaftler
- Hillmann, Ulrike (* 1953), deutsche Juristin, Richterin und Gerichtspräsidentin
- Hillmann, Walter (* 1903), deutscher Landrat
- Hillmann, Wolfgang (1945–2009), deutscher Fußballspieler
- Hillmann, Wolfgang (* 1948), deutscher Fußballspieler
- Hillmar, Georg (1876–1911), deutscher Turner
- Hillmayr, Gerhard (* 1948), deutscher Aquarellist, Illustrator und Grafikdesigner
- Hillmer, Hartmut (* 1958), deutscher Physiker
- Hillmer, Heinrich Christoph Wilhelm (1831–1916), deutscher Wiesenbaumeister, Lehrer und Rektor
- Hillmer, Jörg (* 1966), deutscher Politiker (CDU), MdL
- Hillmer, Joseph (* 1719), Okulist und ordentlicher Professor des Berliner Collegium Medicum
- Hillmer, Jürgen (* 1959), deutscher Architekt
- Hillmer, Karl (1869–1944), deutscher Pädagoge
- Hillmer, Michael Wilhelm (1811–1871), deutscher Fabrikant
- Hillmoth, Hans-Dieter (1953–2023), deutscher Journalist und Rundfunkmanager

### Hilln
- Hillner, Julia (* 1971), deutsche Althistorikerin
- Hillner, Jürgen (* 1937), deutscher Übersetzer

### Hillq
- Hillquit, Morris (1869–1933), russisch-amerikanischer Jurist und Politiker

### Hillr
- Hillrichs, Hans Helmut (1945–2024), deutscher Journalist, Filmemacher und Autor
- Hillringhaus, Gerald (* 1962), deutscher Fußballtorwart

### Hills
- Hills, Adam (* 1970), australischer Comedian und Fernsehmoderator
- Hills, Andre, US-amerikanischer Basketballspieler
- Hills, Anna Althea (1882–1930), US-amerikanische Malerin
- Hills, Brian (* 1959), kanadischer Eishockeyspieler und -trainer
- Hills, Carla Anderson (* 1934), US-amerikanische Politikerin, Hochschullehrerin und Managerin
- Hills, Elijah Clarence (1867–1932), US-amerikanischer Romanist und Hispanist
- Hills, Gillian (* 1944), britische Schauspielerin, Sängerin und IllustratorinGillian Hills (* 1944)

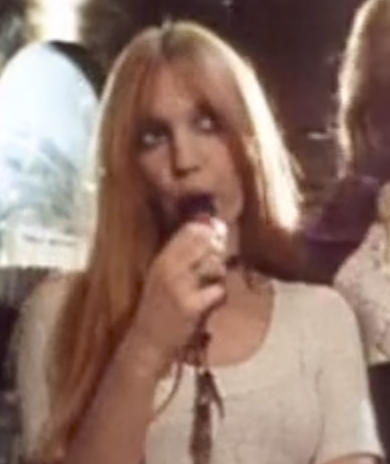
Gillian Hills (* 1944)

- Hills, Karen (* 1975), englische Fußballspielerin und -trainerin
- Hills, Laura Coombs (1859–1952), US-amerikanische Malerin und Illustratorin
- Hills, Lawrence Donegan (1911–1990), britischer Gartenbauingenieur und Schriftsteller
- Hills, Madeline (* 1987), australische Langstreckenläuferin
- Hills, Ralph (1902–1977), US-amerikanischer Kugelstoßer
- Hills, Roderick M. (1931–2014), US-amerikanischer Rechtsanwalt, Politiker und Manager
- Hills, Rowan (* 1991), australischer Schauspieler
- Hillsmith, Fannie (1911–2007), US-amerikanische Malerin und Druckgrafikerin

### Hilly
- Hilly, Francis Billy (1948–2025), salomonischer Politiker, Premierminister der Salomonen
- Hillyar, Charles (1817–1888), britischer Admiral
- Hillyar, James († 1843), britischer Marineoffizier
- Hillyard, George (1864–1943), englischer Tennisspieler
- Hillyer, Junius (1807–1886), US-amerikanischer Politiker
- Hillyer, Lambert (1893–1969), US-amerikanischer Filmregisseur
- Hillyer, Lonnie (1940–1985), US-amerikanischer Jazztrompeter
- Hillyer, Robert (1895–1961), US-amerikanischer Lyriker und Hochschullehrer